# Saragossa
|  | Per a altres significats, vegeu «Saragossa (desambiguació)». |

Saragossa (en castellà, aragonès i oficialment, Zaragoza) és una ciutat i un municipi d'Espanya, capital de la província de Saragossa i de la comunitat autònoma de l'Aragó.
Amb una població de 664.953 habitants (INE, 2015), 702.426 segons les dades del registre municipal de 2016, és la cinquena ciutat més poblada d'Espanya, després de Madrid, Barcelona, València i Sevilla, i concentra més del 50% dels habitants d'Aragó.
Està situada a la riba dels rius Ebre, Huerva i Gàllego i del Canal Imperial de l'Aragó, al centre d'una àmplia vall. La seva privilegiada situació geogràfica la converteix en un important nus logístic i de comunicacions; es troba a uns 300 km de Madrid, Barcelona, València, Bilbao i Tolosa. Part del seu terme municipal està ocupat per la Reserva natural dirigida dels Sotos i Galachos de l'Ebre.
El seu nom actual procedeix de l'antic topònim romà, Caesaraugusta, que va rebre en honor de l'emperador Cèsar August al 14 aC. L'origen de la ciutat es remunta a Salduie, que va ser el nom de la ciutat ibèrica sedetana situada al solar de l'actual Saragossa des de la segona meitat del segle iii aC. Està documentat en monedes ibèriques i amb el nom de «Salduvia» en un text de Plini el Vell. Amb la fundació de Caesar Augusta, la ciutat estat ibera va passar a convertir-se en colònia immune de ciutadans romans. La seva denominació romana va anar evolucionant a partir de l'àrab Saraqusta.
La ciutat deté els títols de Molt Noble, Molt Lleial, Molt Heroica, Molt Benèfica, Sempre Heroica i Immortal, atorgats majoritàriament després de la seva resistència enfront de l'exèrcit napoleònic als Setges de Saragossa durant la Guerra del Francès. Tots aquests títols queden reflectits al seu escut, mitjançant les inicials de cada un d'ells. Celebra la seva festa major en honor de la Mare de Déu del Pilar el 12 d'octubre. El patró de la ciutat és Sant Valeri (29 de gener). Entre el 14 de juny i el 14 de setembre de 2008, any del bicentenari dels Setges de Saragossa i centenari de l'exposició Hispana-Francesa de 1908, Saragossa va acollir l'exposició internacional Expo Saragossa 2008 dedicada a l'aigua i el desenvolupament sostenible. El 2010, Saragossa va ser la cinquena ciutat espanyola amb més turisme. A més, la ciutat de Saragossa ha estat seu del Secretariat de les Nacions Unides per a la Dècada de l'Aigua 2005-2015.

## Etimologia
Històricament, a l'emplaçament de la ciutat hi havia el poblat ibèric de Salduie o Salduba, i més tard una ciutat romana pròxima a aquest lloc, anomenada Caesaraugusta per l'emperador Cèsar August. El seu nom actual, doncs, procedeix de l'antic topònim romà, a través de l'àrab Saraqusta (سرقسطة). El nom va esdevenir Saragoça (amb la ç pronunciada /ts/) sota mans cristianes, més endavant Çaragoça i, finalment, va passar a Zaragoza en castellà i aragonès, i Saragossa en català, que va donar el francès Saragosse, l'italià Saragozza i l'anglès i l'alemany Saragossa. En polonès també es coneix com a Saragossa, degut al llibre "El Manuscrit trobat a Saragossa" de Jan Potocki, que va escriure en francès i que per tant, va fer arribar el topònim en la versió francesa.

## Història

La ciutat romana de Caesaraugusta sobre el pla de la ciutat actual:
1.- Decumanus (actuals carrers Major, Espoz i Mina i Manifestació)
2.- Cardo (actual carrer Don Jaime)
3.- Fòrum de Caesaraugusta
4.- Port fluvial
5.- Termes públiques
6.- Teatre
7.- Muralla

### Prehistòria i antiguitat
La ciutat de Saragossa té més de dos mil anys d'història. La població més antiga documentada data del segle VII aC, a les restes d'uns poblaments del final de l'edat del Bronze. Les primeres notícies d'un assentament urbà daten de la segona meitat del segle III aC i ens parlen d'una ciutat ibèrica anomenada Salduie que s'identifica amb el nom de «Salduvia» en un text de Plini el Vell.
La ciutat romana de Caesaraugusta va ser una colònia immune refundada sobre la ciutat ibera per Octavi August amb veterans de les guerres càntabres entre l'any 25 i el 12 aC, molt probablement el 14 aC. Aleshores tenia una planta rectangular i una extensió de 47 hectàrees, coincident amb el traçat urbanístic de l'actual nucli antic, i el seu perímetre estava delimitat pel carrer del Coso al sud i a l'est, l'avinguda de Cèsar August a l'oest i el riu Ebre al nord. Poc després es va convertir en el centre urbà més important de la vall mitjana de l'Ebre. La ciutat no va decaure durant el Baix Imperi romà.

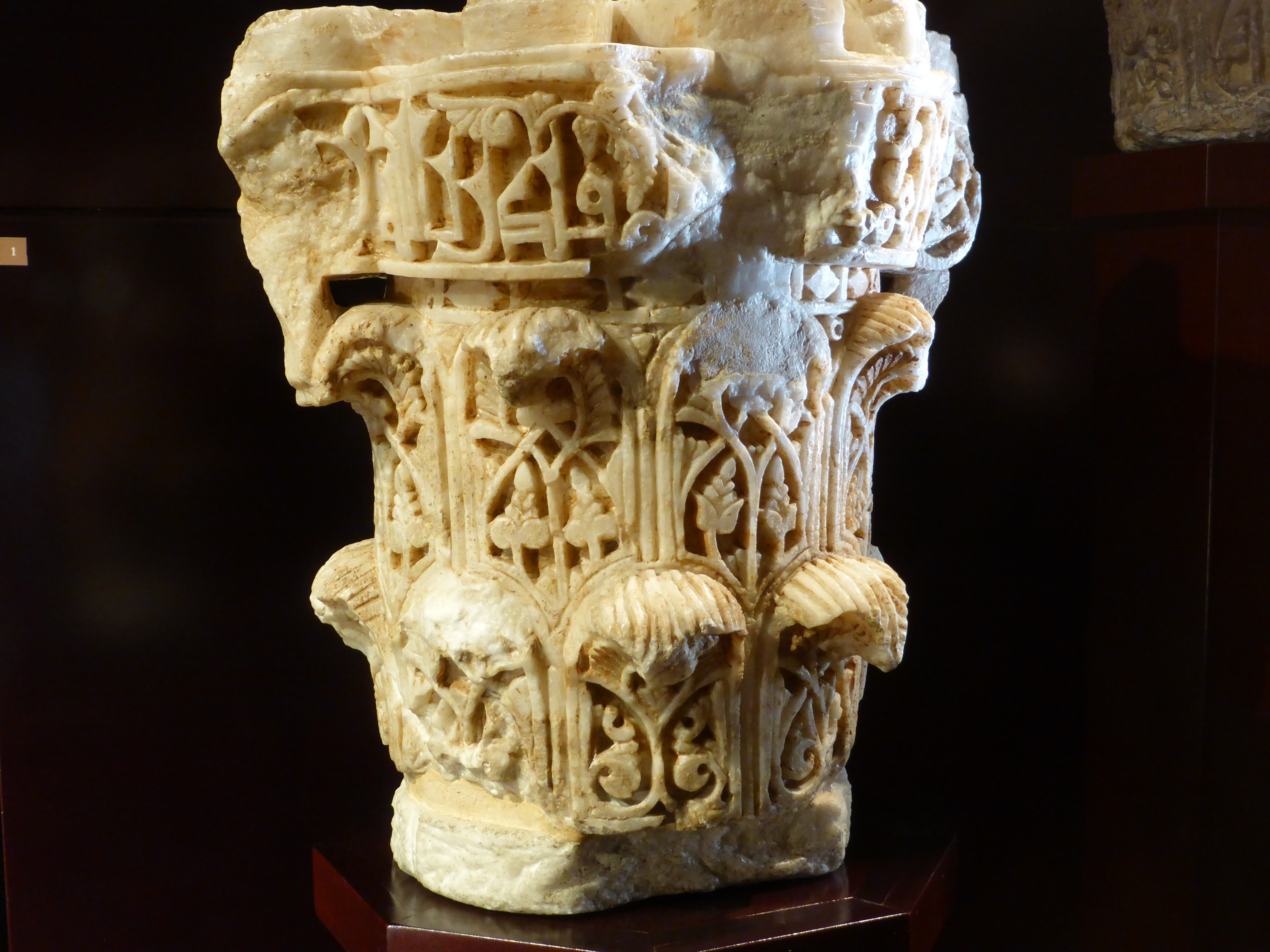
Capitell de claustre, del, del taller de l'Aljaferia.

### Edat mitjana
L'any 452 va ser conquerida pels sueus i el 466 pels visigots, els qui la van incorporar al regne de Tolosa. El 541, va ser assetjada pels francs, encara que la ciutat no va arribar a caure en el poder seu.
Al segle vii la seva seu episcopal va conèixer un període d'esplendor amb les figures dels bisbes Brauli de Saragossa i Taió. L'any 714 va ser ocupada pel sarraí Mussa ibn Nussayr i es va convertir en un centre musulmà important anomenat «Medina al-Baida Saraqusta» (Saragossa la Blanca), que Carlemany va intentar ocupar sense èxit l'any 788.
Al segle ix els Banu Qassi, família noble d'origen visigot convertida a l'islam poc després de la invasió, la van designar capital dels seus extensos dominis poc després del 852 amb Mussa II el Gran, conegut en la tradició cristiana com el «Moro Muza». Més tard, l'emir Muhamaad I els la va comprar el 884 per 15.000 dinars d'or. El 890, van obtenir l'hegemonia dels tugíbides, iemenites provinents de les zones de Calataiud i Daroca, i Muhammad Alanqar va passar a ser el governador de Saragossa.
Capital de la Frontera Superior amb els regnes cristians sota el califat Omeia, va gaudir de certa autonomia respecte de Qúrtuba (Còrdova). La Saragossa musulmana del segle x va acollir a comunitats de les altres religions del Llibre al call i el barri mossàrab. Després de la descomposició del califat andalusí, es va erigir en la capital d'un important regne, la Taifa de Saraqusta, el 1018, amb el regnat del tugibí Mundir I.

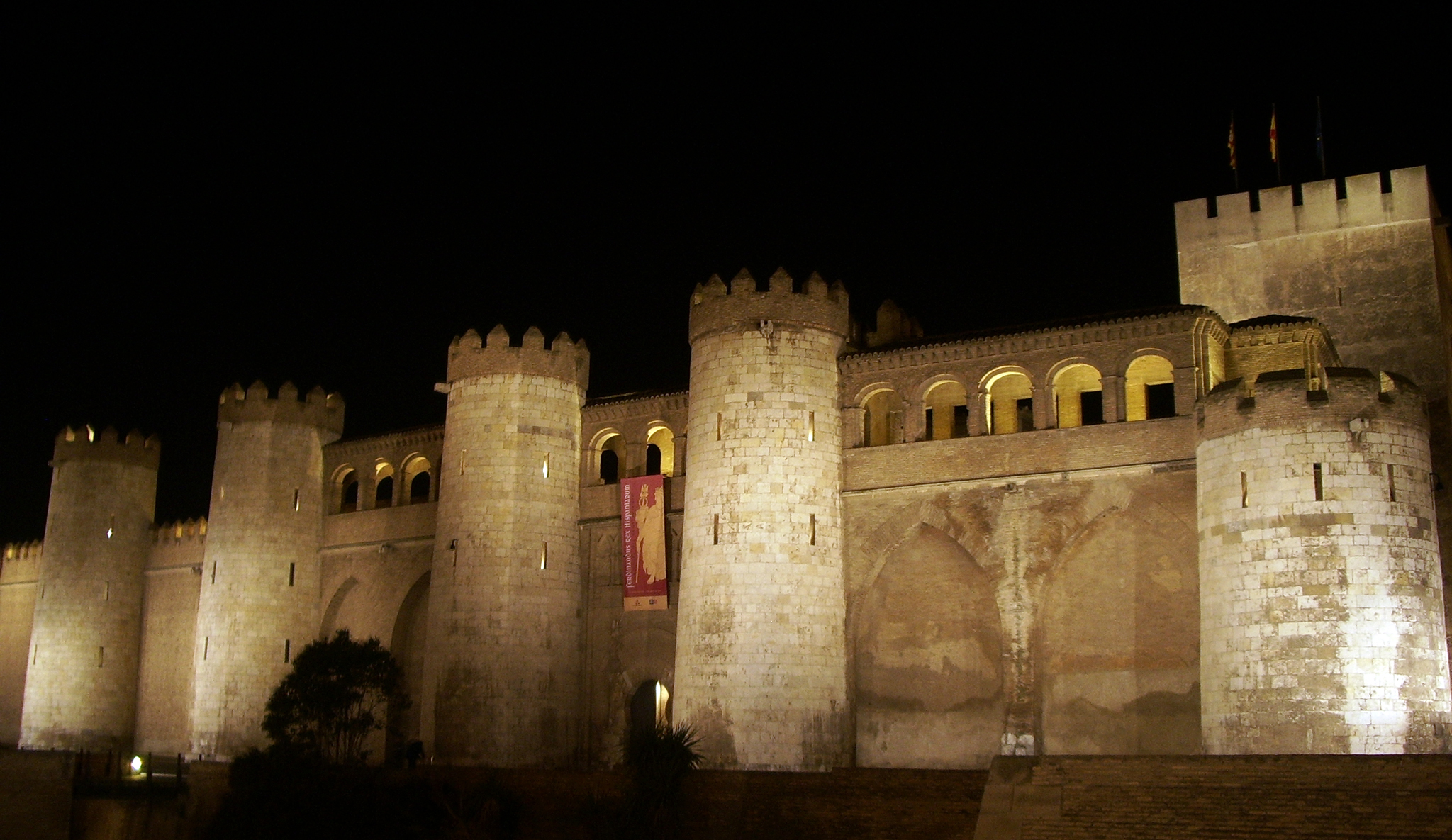
Palau de l'Aljaferia, del. Restaurat al.

El període d'esplendor de la ciutat islàmica es va donar al segle xi, especialment amb el regnat d'Al-Muqtadir (1046-1081), ja pertanyent a la dinastia dels Banu Hud, que va ampliar el seu regne amb l'annexió de la taifa de Tortosa i la taifa de Dénia i va sotmetre a vassallatge a la de taifa de València. Va construir un esplèndid palau fortificat d'esbarjo: l'Aljaferia, les obres van començar el 1065. La dinastia hudí va aconseguir mantenir la seva independència davant de l'Imperi almoràvit i a la pressió d'un jove regne d'Aragó, fins que el 1110 la ciutat va haver de ser lliurada al poder morabita, que va posar al capdavant de la governació de l'urbs l'ex-regidor de València Muhammad ibn al-Hajj. El 1115 el va substituir Ibn Tifilwit, qui va nomenar visir al gran filòsof Avempace.
Amb l'ajuda dels seus aliats occitans i croats francs, i el seu exèrcit d'aragonesos, Alfons I el Batallador va poder conquerir Saragossa el 1118, que es convertiria aviat en la capital del Regne d'Aragó, i va ser la seu en la qual es van coronar els reis de la Corona d'Aragó. La població musulmana es va haver de traslladar fora dels murs de la ciutat, on va fundar el nou barri de la moreria, mentre que el nucli urbà era repoblat per francs i donat en feu a Gastó IV de Bearn.
A la Saragossa medieval hi existí una destacada comunitat jueva, reconeguda per les seves yeshivot (escoles religioses), on, a més de l’estudi del Talmud, també s’ensenyava filosofia. La comunitat arribà a tenir set sinagogues, de les quals actualment se’n coneix la ubicació de dues: Le Mayor (la sinagoga principal) i la sinagoga coneguda com "dels Callissos" o "de Cehán". Aquesta comunitat aconseguí evitar els pogroms de 1391, en gran part gràcies a la presència del rei a la ciutat i a la intervenció de l’influent líder jueu Ḥasdai Crescas.
Des del final del segle xiii va ser el centre de la Unió Aragonesa (associació de nobles per limitar el poder reial i mantenir els seus privilegis), fins que aquesta va ser derrotada per Pere el Cerimoniós l'any 1384. La unió dinàstica de la Corona de Castella i la d'Aragó la va transformar en una ciutat més de la monarquia dels Àustria. L'establiment de la Inquisició va ser causa d'importants revoltes i de l'assassinat de l'inquisidor Pedro Arbués el 1485. Al segle xv es van incorporar a la ciutat els ravals de pagesos de Sant Pau i de pescadors de les Adoberies. Durant el regnat de Ferran el Catòlic es va fundar la Universitat de Saragossa i es va construir la Llotja. L'expulsió dels jueus el 1492 i dels moriscs el 1609 van provocar un cert estancament en el seu creixement, però tot i això, no va deixar de ser una ciutat important (amb 25.000 habitants el 1548).

### Edat moderna

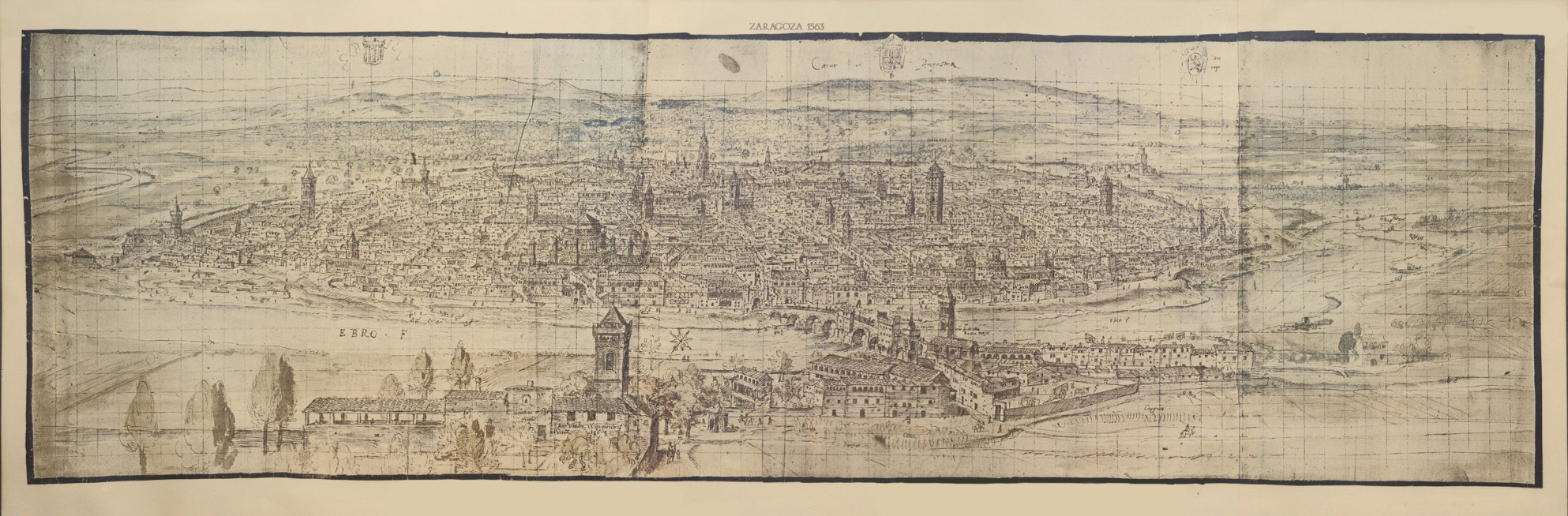
Vista de Saragossa, d'Anton van den Wyngaerde (1563)

Va ser escenari de revoltes a causa de l'empresonament d'Antonio Pérez, secretari de Felip II, que processat per ordre del rei, es va acollir a la protecció dels Furs Aragonesos l'any 1591. Els disturbis van acabar amb l'execució del Justícia Juan de Lanuza i la introducció d'algunes restriccions en els seus privilegis. Durant la Guerra de Successió, la ciutat, en defensa de les llibertats i la sobirania de l'Aragó, de les seves institucions i del Dret aragonès, es va declarar partidària de l'arxiduc Carles d'Àustria. En ser conquistada per les tropes borbòniques, va perdre l'autonomia de la qual havia gaudit fins aquell moment (1707), i que només va poder recuperar breument el 1710, en derogar els seus furs pels Decrets de Nova Planta, amb la qual cosa la ciutat va deixar de ser seu d'importants institucions del Regne d'Aragó.
Durant el segle xviii la població va passar de 30.000 habitants el 1725 a 43.000 el 1787. El 1760 es va produir un motí paral·lel d'Esquilache, i el 1776 es va fundar la Societat Econòmica d'Amics del País.

### Edat contemporània

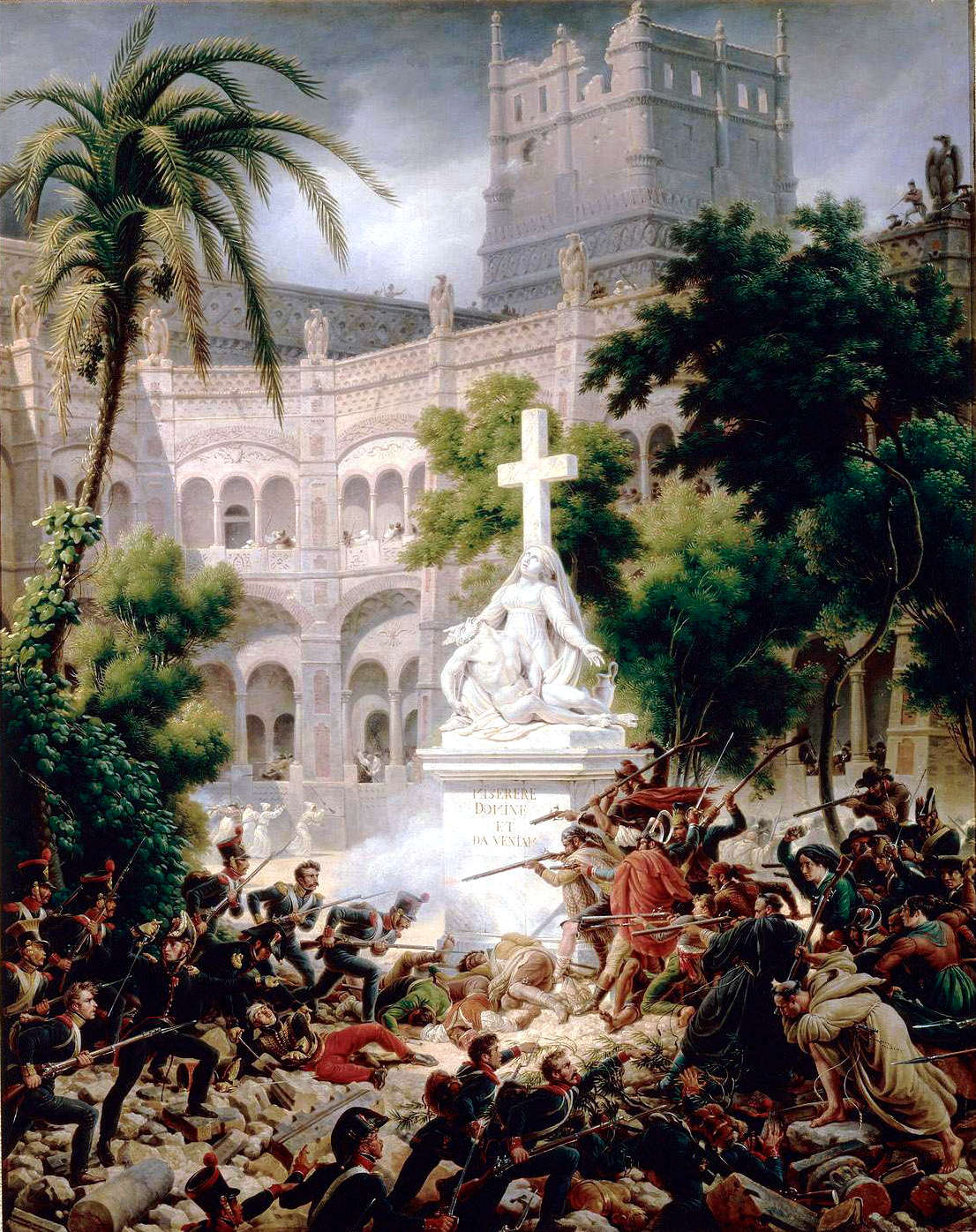
Assalt de les tropes franceses al Monestir de Santa Engràcia el 8 de febrer de 1809 durant la Guerra del Francès, obra de Louis-François Lejeune realitzada el 1827.

Durant la Guerra del Francès (1808-1814), Saragossa va resistir els enfrontaments amb les tropes franceses. En la guerra contra Napoleó es va fer famosa per tot Europa per les seves setges, sent un símbol de la resistència a Napoleó. Al primer setge (juny-agost de 1808), el general Verdier va haver de desistir de prendre-la. En el segon setge (final desembre de 1808-21 de gener de 1809) va capitular després d'una sèrie de combats violentíssims, on la població va col·laborar de forma heroica amb les tropes dels defensors, a les ordres de José de Palafox, que es va tancar amb 30.000 homes. Moncey i després Lannes van dirigir el segon setge. Es calcula que van morir 8.000 francesos i 40.000 defensors, ja que dins de la ciutat es va propagar una epidèmia de tifus.
Durant les guerres carlines el general carlí Jian Cabañero va intentar ocupar la ciutat la matinada del 5 de març de 1838, però va ser rebutjat per la guarnició. El 2 de gener de 1854 hi va haver un intent frustrat de pronunciament.

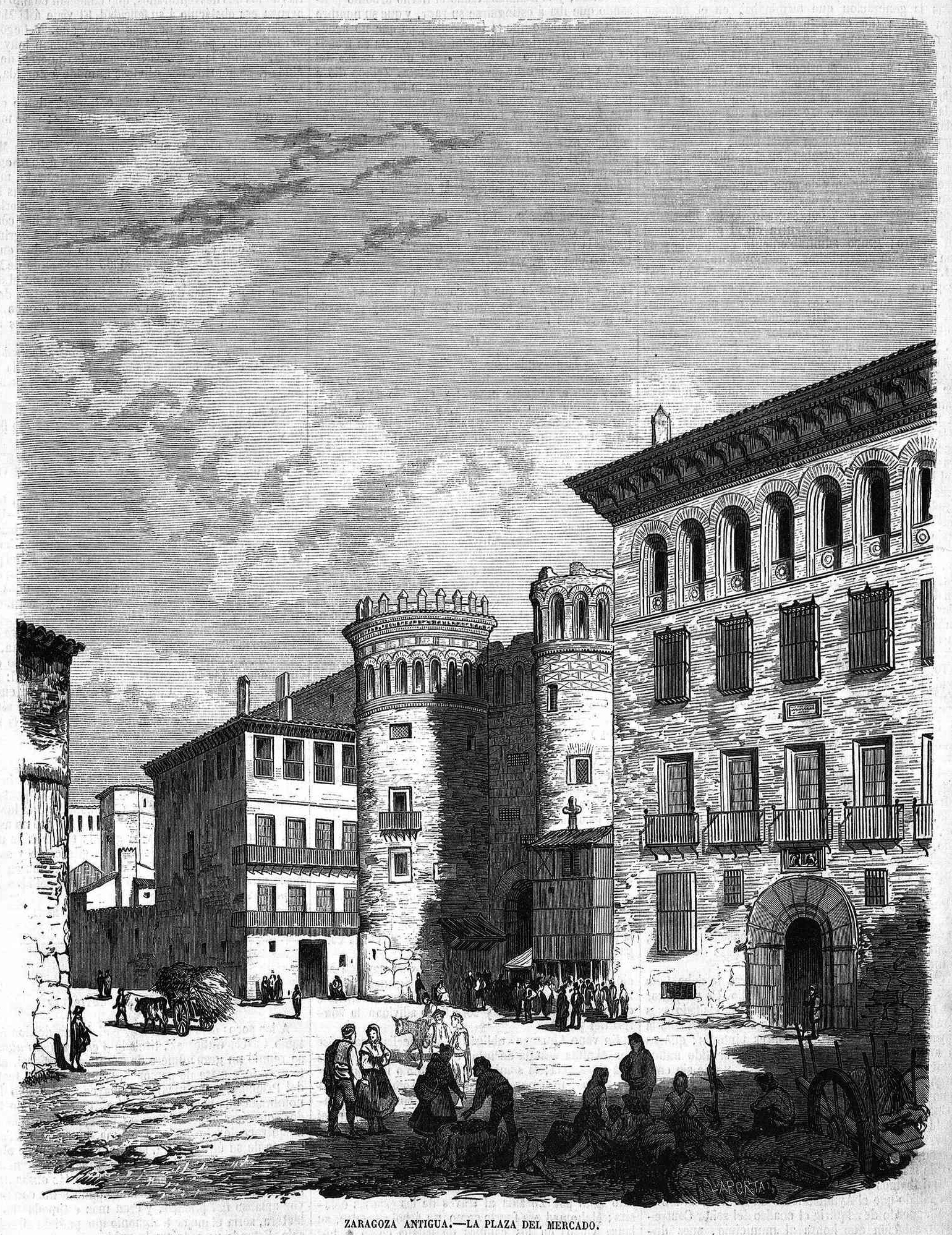
Plaça del Mercat de Saragossa, 186, a El Museo Universal.

El còlera del 1885 va causar moltes víctimes. No obstant això, l'any 1900 la ciutat tenia uns 100.000 habitants. També al segle xix es van produir les primeres transformacions importants que han configurat la ciutat actual: l'emplaçament de l'estació de ferrocarril (estació del Nord), que va generar un nucli residencial i industrial, i la construcció gradual del passeig de la Independència (iniciat el 1815), amb els seus porxos, que va crear un eix que anava des del Coso fins l'Horta de Santa Engràcia i articulava el creixement cap al que constituiria l'eixamplament de principis del segle xx, amb la Gran Via i el passeig de Sagasta com carrers principals. A la fi del s. XIX es va convertir en el focus d'una forta immigració rural atreta pel recent procés d'industrialització de la ciutat.

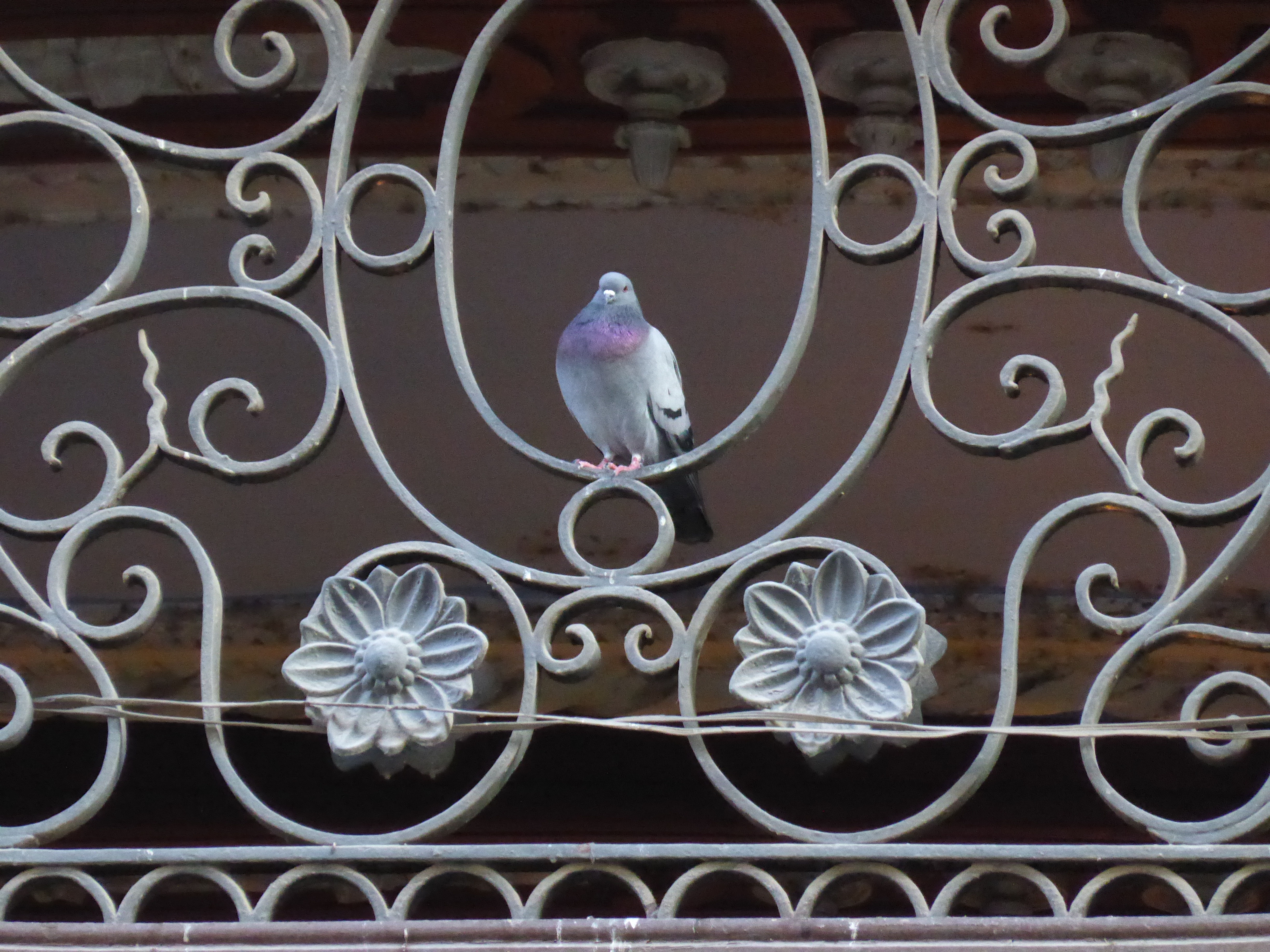
Reixa de la galeria Passatge de la Indústria, de l'any 1883, al carrer d'Alfons I.

Després del 1898, el sucre de canya que subministraven les colònies perdudes va començar a ser substituït pel derivat de la remolatxa, la qual cosa va originar a Saragossa l'auge de les indústries sucreres i l'aparició d'una burgesia que va animar els moviments regeneracionistes de la Lliga Nacional de productors (1899) i la Unió Nacional (1900) de Joaquín Costa i Basilio Paraíso. L'acumulació de capital provocada pel fort augment dels beneficis va donar origen a la creació de diverses entitats financeres regionals, com el Banc Saragossà o el Banc de l'Aragó. Es va produir una immigració rural, l'aparició d'un proletariat i el creixement urbanístic de la ciutat. L'expansió econòmica va portar amb si períodes de carestia i inflació i van provocar les conseqüents reivindicacions obreres. Aquestes van ser desateses per una burgesia local intransigent emparada en la repressió violenta de les forces de l'ordre. Tot això va propiciar el fracàs del reformisme obrer i el creixement sostingut de l'afiliació a la Confederació Nacional del Treball. Saragossa va ser durant les primeres dècades del segle xx, després de Barcelona, la segona ciutat cenetista d'Espanya. A l'inici de la Guerra Civil espanyola, el 19 de juliol de 1936 els revoltats, manats pel general Miguel Cabanellas, van prendre fàcilment el control de la ciutat. El 1937, els republicans van emprendre l'Ofensiva de Saragossa per intentar recuperar el control de la ciutat, sense èxit.
Durant la dictadura franquista es va reobrir l'Acadèmia General Militar i es va instal·lar la Confederació Hidrogràfica de l'Ebre. Després de diversos plans urbanístics que van completar el traçat del segle xix, s'ha produït als últims trenta anys del segle un enorme creixement del nucli urbà amb la superació de la barrera natural que constitueix l'Ebre, i que ha portat a la construcció de populosos nous barris. Des de la segona meitat del segle xix fins als nostres dies, Saragossa ha continuat pujant, sent actualment la cinquena ciutat d'Espanya en termes demogràfics.

## Geografia

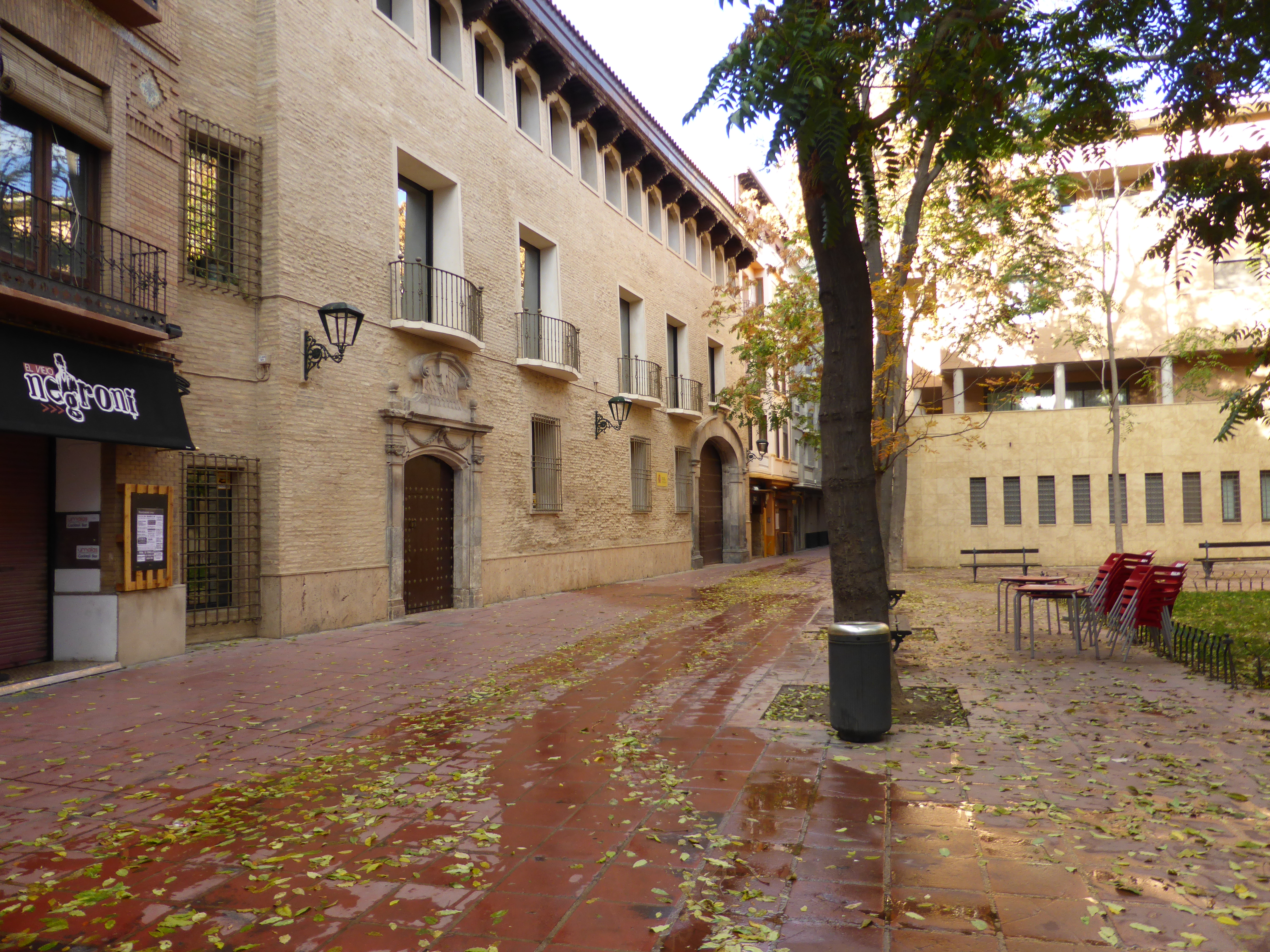
Fulles caigudes a la tardor, a la plaça de Santa Cruz, del nucli antic de Saragossa.

S'assenta a la meitat de la vall de l'Ebre, a la ribera mitjana de l'Ebre, al punt en el qual desemboquen els rius Huerva i Gàllego, els quals també travessen la ciutat.

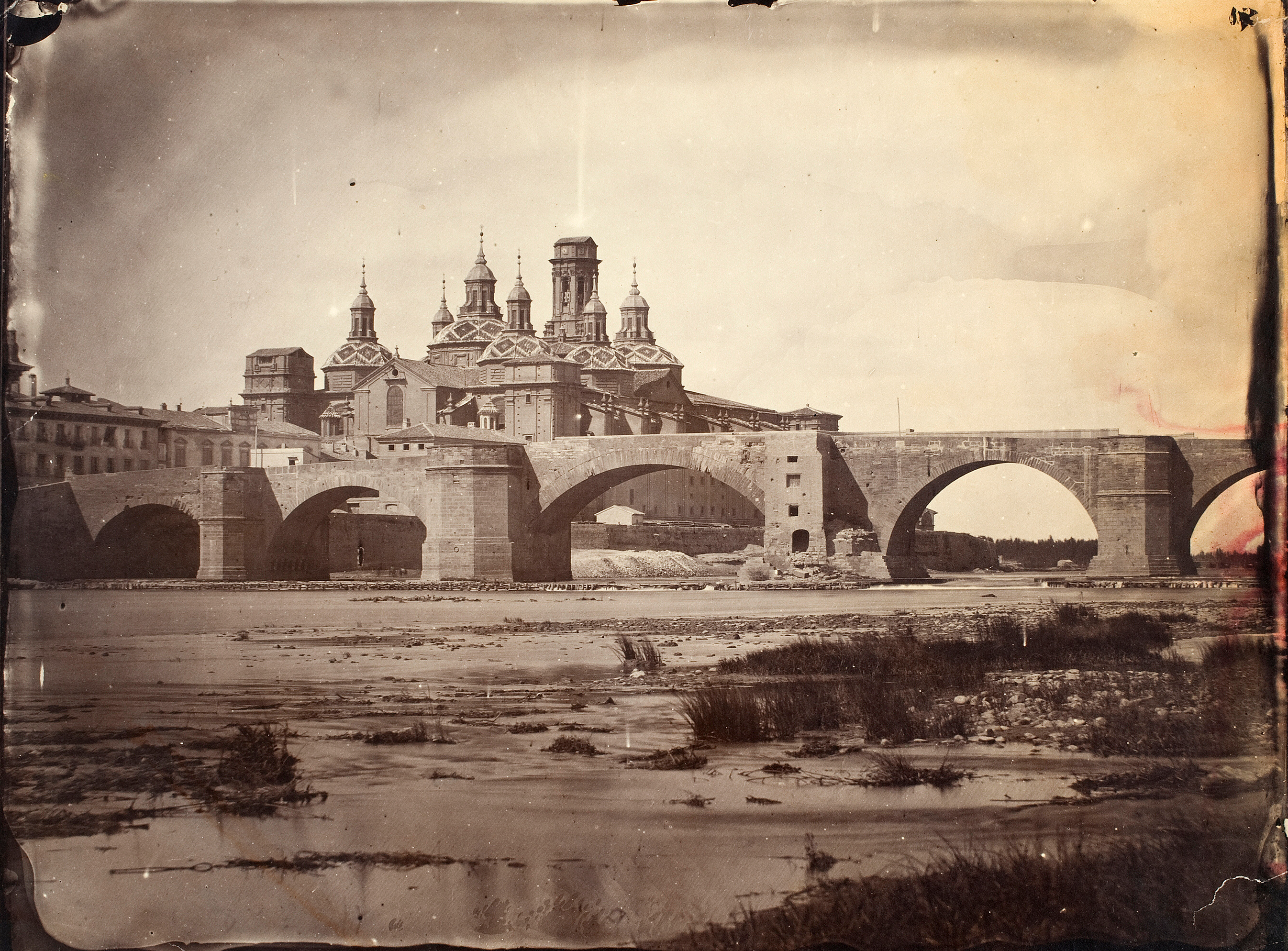
El Pilar i el Pont de Pedra sobre l'Ebre, cap a l'any 1865.

A la ribera i a l'àrea urbana, el terreny és pla en general, sobretot a la part nord de la ciutat assentada al marge dret de la desembocadura del riu Gállego, mentre que la sud té una inclinació més pronunciada a mesura que s'allunya de l'Ebre. L'altura del riu Ebre al seu pas per Saragossa és de 199 msnm, encara que gran part de la ciutat està per sobre dels 210 msnm i els barris del sud com Torrero i la Paz, es troben a més de 250 msnm. La ribera està envoltada d'escarpes, cornises o xaragalls donant lloc a relleus abruptes, de vegades amb forts desnivells. En contrast altitudinal respecte a l'àrea metropolitana, dins el municipi, destaquen la Plana de Moses: un segment meridional de les Muntanyes de Castejón amb 680 msnm; i les Planas de María amb 645 msnm, resultat de la duresa dels seus materials geològics a l'erosió.

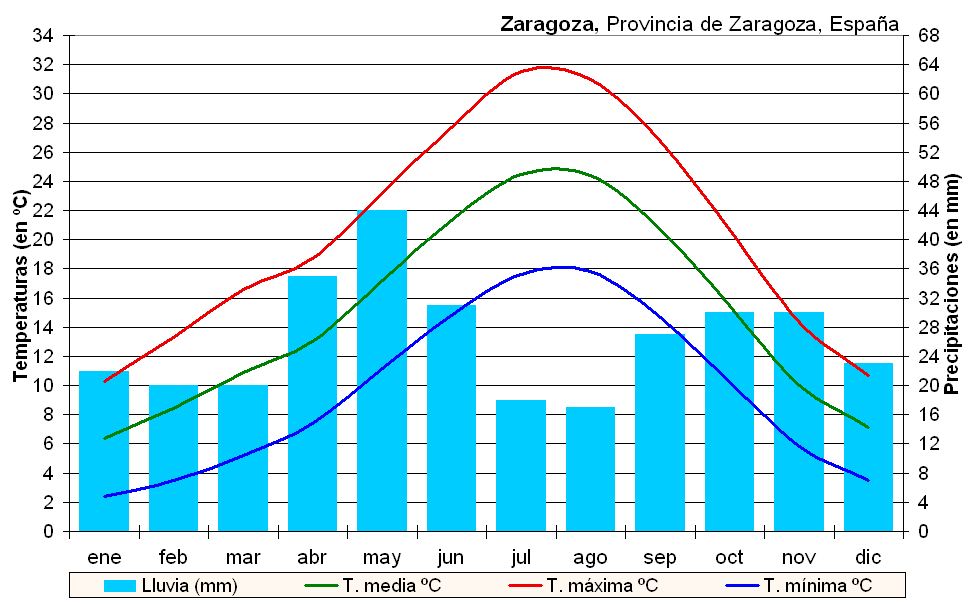
Climograma de Saragossa (Aeroport).

Els materials que afloren a la ciutat i el seu entorn són fonamentalment graves, sorres i argiles producte de la pròpia sedimentació de l'Ebre durant el Quaternari, que es disposen en terrasses fluvials de diversos metres de gruix sobre les unitats de guixos i llims dipositades durant el Terciari. Aquests materials es consideren evaporites, en formar-se per evaporació de les aigües en extenses llacunes d'una depressió endorreica que delimitaven les serralades pirinenca, ibèrica i costaner catalana. Aquesta zona endorreica es va obrir al mediterrani per l'erosió remuntant d'un o diversos barrancs, precursors de l'actual riu Ebre.
La naturalesa salina de les evaporites, unida a una pluviometria escassa i un fort coeficient d'evaporació, han afavorit el desenvolupament d'una singular vegetació estepària a l'entorn de Saragossa, que constitueix una raresa botànica i paisatgística a escala europea, si bé és poc valorada en general pels seus habitants. El contrast entre aquest paisatge i la vegetació exuberant dels sots fluvials és un dels atractius dels descensos en piragua que poden realitzar-se aigües amunt i aigües avall de la ciutat.

### Clima
Saragossa té un clima mediterrani continental semidesèrtic, que és el propi de la depressió de l'Ebre. Els hiverns són lleugerament freds; hi són normals les gelades nocturnes (23 dies de gelades de mitjana a l'any) i les boires que produeix la inversió tèrmica als mesos de desembre i gener. Els estius són càlids, superant-se gairebé sempre els 35 °C i fins i tot passant dels 40 °C molts dies. Les pluges escasses es concentren a la primavera. La mitjana anual és bastant escassa, d'uns 315 mm influenciada sobretot per l'efecte foehn o efecte adiabàtic. Les temperatures més altes des que existeixen registres històrics són els 44,5 °C del 7 de juliol de 2015; els 43,1 °C del 22 de juliol de 2009; els 42,8 °C del 26 d'agost de 2010 i els 42,6 °C del 17 de juliol de 1978 i les més baixes -15,2 °C registrada tant l'1 com el 18 de gener de 1918, -14 °C del 31 de desembre del 1887 i -11,4 ° C registrada el 5 de febrer de 1963. Saragossa té de mitjana dos dies de neu, ja que es troba a poca altitud.
Segons l'Agència Estatal de Meteorologia, la velocitat mitjana del vent és de 19 km/h. El mestral bufa amb freqüència durant l'hivern i al començament de la primavera.
| Dades climàtiques a Saragossa                | Dades climàtiques a Saragossa | Dades climàtiques a Saragossa | Dades climàtiques a Saragossa | Dades climàtiques a Saragossa | Dades climàtiques a Saragossa | Dades climàtiques a Saragossa | Dades climàtiques a Saragossa | Dades climàtiques a Saragossa | Dades climàtiques a Saragossa | Dades climàtiques a Saragossa | Dades climàtiques a Saragossa | Dades climàtiques a Saragossa | Dades climàtiques a Saragossa |
| Mes                                          | gen                           | febr                          | març                          | abr                           | maig                          | juny                          | jul                           | ag                            | set                           | oct                           | nov                           | des                           | anual                         |
| -------------------------------------------- | ----------------------------- | ----------------------------- | ----------------------------- | ----------------------------- | ----------------------------- | ----------------------------- | ----------------------------- | ----------------------------- | ----------------------------- | ----------------------------- | ----------------------------- | ----------------------------- | ----------------------------- |
| Màxima rècord °C (°F)                        | 20.5 (68.9)                   | 22.5 (72.5)                   | 28.5 (83.3)                   | 32.4 (90.3)                   | 36.5 (97.7)                   | 43.2 (109.8)                  | 44.5 (112.1)                  | 42.8 (109)                    | 39.2 (102.6)                  | 32.0 (89.6)                   | 28.4 (83.1)                   | 22.0 (71.6)                   | 44.5 (112.1)                  |
| Màxima mitjana °C (°F)                       | 10.5 (50.9)                   | 13.1 (55.6)                   | 17.3 (63.1)                   | 19.6 (67.3)                   | 24.1 (75.4)                   | 29.3 (84.7)                   | 32.4 (90.3)                   | 31.7 (89.1)                   | 27.1 (80.8)                   | 21.4 (70.5)                   | 14.8 (58.6)                   | 10.8 (51.4)                   | 21.0 (69.8)                   |
| Mitjana diària °C (°F)                       | 6.6 (43.9)                    | 8.2 (46.8)                    | 11.6 (52.9)                   | 13.8 (56.8)                   | 18.0 (64.4)                   | 22.6 (72.7)                   | 25.3 (77.5)                   | 25.0 (77)                     | 21.2 (70.2)                   | 16.2 (61.2)                   | 10.6 (51.1)                   | 7.0 (44.6)                    | 15.5 (59.9)                   |
| Mínima mitjana °C (°F)                       | 2.7 (36.9)                    | 3.5 (38.3)                    | 5.8 (42.4)                    | 7.9 (46.2)                    | 11.8 (53.2)                   | 15.8 (60.4)                   | 18.3 (64.9)                   | 18.3 (64.9)                   | 15.2 (59.4)                   | 11.0 (51.8)                   | 6.3 (43.3)                    | 3.2 (37.8)                    | 10.0 (50)                     |
| Mínima rècord °C (°F)                        | −15.2 (4.6)                   | −11.4 (11.5)                  | −6.3 (20.7)                   | −2.4 (27.7)                   | 0.5 (32.9)                    | 1.6 (34.9)                    | 8.0 (46.4)                    | 8.4 (47.1)                    | 4.9 (40.8)                    | 0.6 (33.1)                    | −5.6 (21.9)                   | −9.5 (14.9)                   | −15.2 (4.6)                   |
| Precipitació mitjana mm (polzades)           | 21 (0.83)                     | 22 (0.87)                     | 19 (0.75)                     | 39 (1.54)                     | 44 (1.73)                     | 26 (1.02)                     | 17 (0.67)                     | 17 (0.67)                     | 30 (1.18)                     | 36 (1.42)                     | 30 (1.18)                     | 21 (0.83)                     | 322 (12.68)                   |
| Mitjana de dies de precipitació              | 4.0                           | 3.9                           | 3.7                           | 5.7                           | 6.4                           | 4.0                           | 2.6                           | 2.3                           | 3.2                           | 5.4                           | 5.1                           | 4.8                           | 51.1                          |
| Mitjana de dies de neu                       | 0.7                           | 0.4                           | 0.2                           | 0                             | 0                             | 0                             | 0                             | 0                             | 0                             | 0                             | 0.1                           | 0.5                           | 2.4                           |
| Humitat relativa mitjana (%)                 | 75                            | 67                            | 59                            | 57                            | 54                            | 49                            | 47                            | 51                            | 57                            | 67                            | 73                            | 76                            | 61                            |
| Mitjana mensual d'hores de sol               | 133                           | 165                           | 217                           | 226                           | 274                           | 307                           | 348                           | 315                           | 243                           | 195                           | 148                           | 124                           | 2.695                         |
| Font #1: amet.es                             |                               |                               |                               |                               |                               |                               |                               |                               |                               |                               |                               |                               |                               |
| Font #2: amet.es (valors extrems, 1920–2015) |                               |                               |                               |                               |                               |                               |                               |                               |                               |                               |                               |                               |                               |

## Demografia

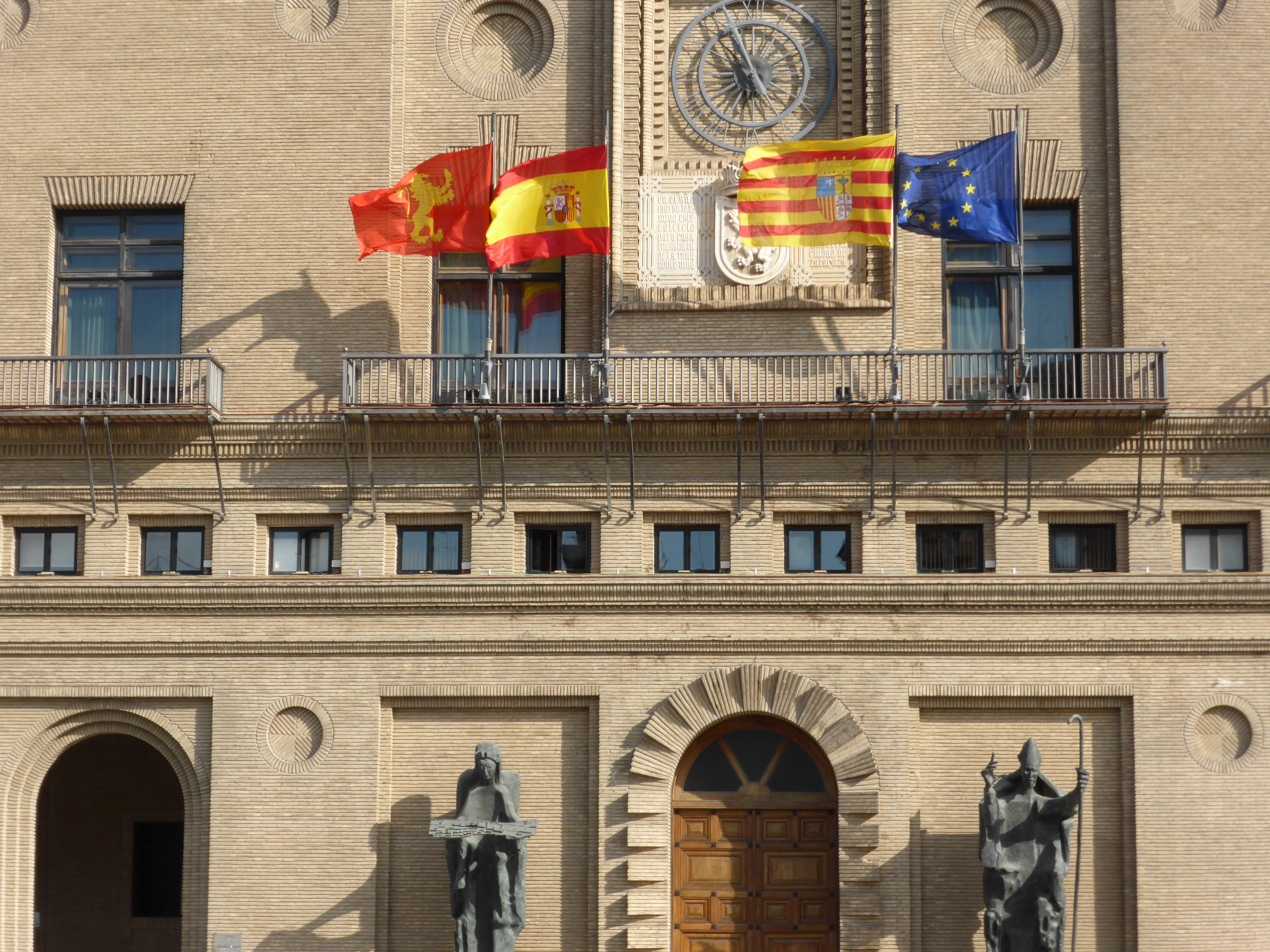
Edifici de l'Ajuntament de Saragossa, construït a mitjan, a la Plaça del Pilar.

Des de la fundació de Caesaraugusta com a colònia immune romana, els seus límits van acollir una població que es podria situar al voltant dels 20,000 habitants. Durant el període visigot seva puixança com a ciutat clau al nord de la Península no va decaure, en tot cas la ciutat va disminuir una miqueta la seva població.
L'arribada dels musulmans a la península i la creació de la marca i posterior Taifa de Saragossa van fer de Saraqusta una de les capitals més importants dels primers regnes de taifes. En la seva època de màxima esplendor (cap al 1080) dominava, com a centre d'un regne islàmic fonamentalment urbà, gran part del Llevant peninsular, incloent la costa de Tortosa i Dénia. En aquell temps Saragossa va poder arribar a tenir 25.000 habitants, i fins i tot, els càlculs més optimistes, portarien a la ciutat als prop de 50.000.
És difícil establir un càlcul precís sobre les variacions experimentades durant l'etapa medieval cristiana. Després de la reconquesta d'Alfons I d'Aragó el 1118 la població islàmica va ser obligada a viure als ravals, quedant l'antiga medina per als nous pobladors. Part de la població, sobretot la que pertanyia a estrats socials més elevats, va marxar cap a Al-Àndalus. Se sap que el segle xii va ser un període de crisi, i sumant-hi l'emigració comentada, la població va descendir notablement, tot i els privilegis jurídics que els reis aragonesos es van esforçar a promulgar per estimular el seu assentament a la capital del regne. En tot cas, a finals del segle xv Saragossa va recuperar la població que va tenir al màxim apogeu de la capital del regne taifal amb 20.000 habitants aproximadament.

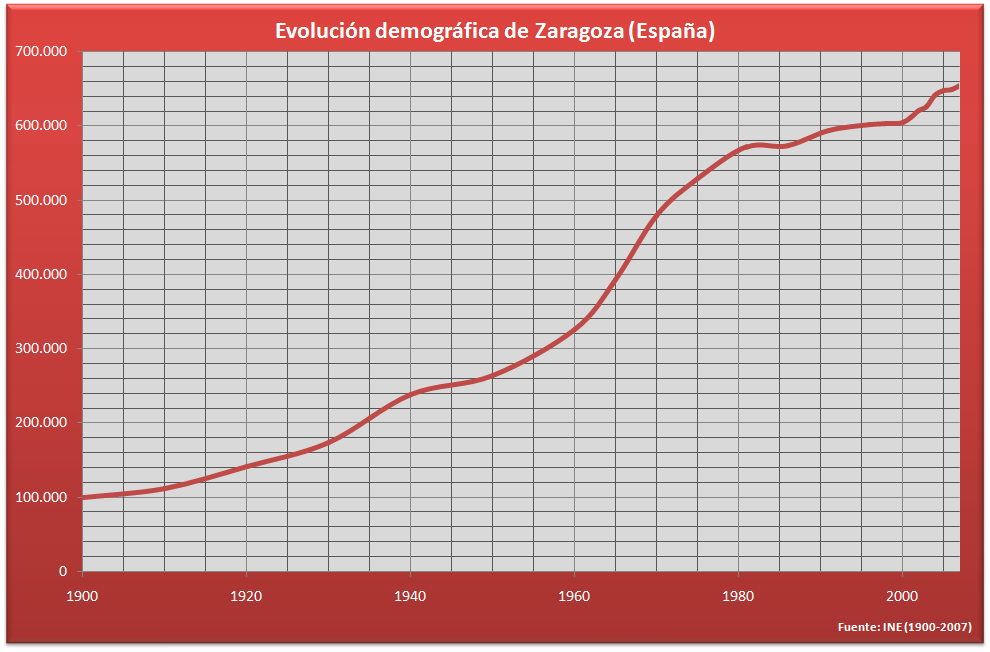
Evolució demogràfica de Saragossa (1900-2005).

La primera meitat del segle xvi preveu un Renaixement ciutadà, amb la construcció de la Llotja i la presència d'un paisatge urbà dominat per nombroses torres d'estil mudèjar, que van valer a Saragossa l'apel·latiu de «la de les cent torres" o la "Florència espanyola». Així, el 1548 la ciutat té 25.000 habitants. No devia haver-hi canvis significatius en la demografia durant el segle xvii, etapa de crisi demogràfica en general a Espanya i en particular a Aragó, on les pestes, fam i crisi econòmica van portar a l'expulsió definitiva dels moriscos el 1609.
En canvi, durant el segle xviii (segle en què comencen les primeres estimacions censals de la demografia) la població va experimentar un important auge, i va evolucionar d'uns 30.000 habitants el 1725 als 43.000 el 1787.
Però la Guerra del Francès i els dos indrets que va patir per part de les tropes napoleòniques van assolar Saragossa que, dels 55 000 ciutadans que l'habitaven el 1808, va passar a 12.000 supervivents. Malgrat tot això, el dinamisme de la capital de la vall mitjana de l'Ebre li va permetre recuperar-se i cap al 1850 ja tenia 60.000 habitants; molt notablement va continuar aquest ascens demogràfic a la segona meitat del segle xix en què es va veure afavorida per l'activitat industrial (sucreres de remolatxa i indústria alimentària fonamentalment) i comercial que va portar la seva població a superar els 100.000 habitants al començament del segle xx.
A l'arribada de la Segona República, la ciutat frisa els 200.000 habitants i el 1960 arriba als 300.000. Però el veritable enlairament demogràfic es produeix entre el 1960 i el 1980, un interval de vint anys en què Saragossa gairebé duplica la seva població, depassant a mitjans dels vuitanta el mig milió d'ànimes i a finals les 600.000. A la primera dècada del segle XXI l'urbs continua creixent, en part per la seva condició d'imant de la població aragonesa, que emigra des de les zones rurals més empobrides de la regió, i segons el padró municipal el 2016 tenia 702.426 habitants.
| 1842   | 1877   | 1887   | 1897   | 1900   | 1910    | 1920    | 1930    | 1940    | 1950    | 1960    | 1970    | 1981    | 1991    | 2001    | 2011    | 2017    | 2019    |
| ------ | ------ | ------ | ------ | ------ | ------- | ------- | ------- | ------- | ------- | ------- | ------- | ------- | ------- | ------- | ------- | ------- | ------- |
| 30.000 | 86.126 | 94.538 | 97.433 | 98.125 | 109.635 | 140.426 | 162.121 | 205.094 | 244.015 | 303.975 | 469.366 | 571.855 | 594.394 | 614.905 | 678.115 | 664.938 | 674.997 |

Nota: Entre el cens de 1887 i l'anterior creix el terme del municipi perquè incorpora a Alfocea, Casetas, Juslibol i Monzalbarba. Entre el cens del 1900 i l'anterior incorpora Peñaflor, entre la de 1920 i l'anterior s'incorpora a Villamayor i al cens de 1960 és Torrecilla de Valmadrid la qual ja està incorporada al terme de la ciutat. El cens que apareix com a 2011 correspon al 30 de desembre del 2010.

### Població per nuclis
Desglossament de població segons el padró Continu per Unitat Poblacional de l'INE.
| Nuclis                  | Habitants (2014) | Homes  | Dones  |
| ----------------------- | ---------------- | ------ | ------ |
| Alfocea                 | 168              | 91     | 77     |
| Cartuja Baja            | 2077             | 1044   | 1033   |
| Casetas                 | 6675             | 3393   | 3282   |
| Garrapinillos           | 5077             | 2599   | 2478   |
| Juslibol                | 1549             | 907    | 642    |
| Montañana               | 3229             | 1621   | 1608   |
| Monzalbarba             | 1868             | 934    | 934    |
| Movera                  | 2687             | 1366   | 1321   |
| Peñaflor                | 1262             | 641    | 621    |
| San Gregorio            | 625              | 311    | 314    |
| San Juan de Mozarrifar  | 2479             | 1245   | 1234   |
| Torrecilla de Valmadrid | 25               | 14     | 11     |
| Venta del Olivar        | 988              | 438    | 550    |
| Villarrapa              | 183              | 90     | 93     |
| Saragossa               | 637166           | 305538 | 331628 |

### Immigració
El 2013 vivien a Saragossa 107.864 estrangers, el que suposava el 15% del total. Des del 2004 al 2013 aquesta xifra va passar de 43 355 a 107 864, és a dir, va augmentar gairebé un 150%. Els barris amb més població estrangera eren Delicias (25.428 habitants, el 23% del total del districte) i el Nucli històric (11.881, el 25%).

## Administració i política

### Alcaldia de la ciutat
| Legislatura             | Nom                                  | Grup                      |
| ----------------------- | ------------------------------------ | ------------------------- |
| 14-04-1931 — 10-06-1932 | Sebastián Banzo Urrea                | Partit Republicà Radical  |
| 17-06-1932 — 22-03-1933 | Manuel Pérez-Lizano y Pérez          | Dreta Liberal Republicana |
| 24-03-1933 — 05-05-1933 | Mariano Augusto Muniesa Belenguer    | PRS                       |
| 12-05-1933 — 22-12-1933 | Federico Martínez Andrés             | PRS - PRRSI               |
| 05-01-1934 — 21-02-1936 | Miguel López de Gera                 | Partit Republicà Radical  |
| 21-02-1936 — 21-07-1936 | Federico Martínez Andrés             | IR                        |
| 21-07-1936 — 07-07-1937 | Miguel López de Gera                 | Partit Republicà Radical  |
| 21-07-1937 — 1939       | Antonio Parellada García             | Moviment Nacional         |
| 17-04-1939 — 06-11-1941 | Juan José Rivas                      | Moviment Nacional         |
| 06-11-1941 — 1946       | Francisco Caballero Ibáñez           | Moviment Nacional         |
| 29-11-1946 — 04-02-1949 | José María Sánchez Ventura           | Moviment Nacional         |
| 07-02-1949 — 1954       | José María García-Belenguer y García | Moviment Nacional         |
| 1954 — 1966             | Luis Gómez Laguna                    | Moviment Nacional         |
| 1966 — 1970             | Cesáreo Alierta                      | Moviment Nacional         |
| 1970 — 1976             | Mariano Horno Liria                  | Moviment Nacional         |
| 1976 — 1979             | Miguel Merino Pineda                 | Moviment Nacional         |

### Llista d'alcaldes des de les eleccions democràtiques de 1979
| Alcalde, -essa              | Inici del mandat | Final del mandat | Partit | Partit | Partit                                  |
| --------------------------- | ---------------- | ---------------- | ------ | ------ | --------------------------------------- |
| Ramón Sainz de Varanda      | 1979             | 1986             |        |        | Partit Socialista Obrer Espanyol (PSOE) |
| Antonio González Triviño    | 1986             | 1995             |        |        | Partit Socialista Obrer Espanyol (PSOE) |
| Luisa Fernanda Rudi Úbeda   | 1995             | 2000             |        |        | Partit Popular (PP)                     |
| José Atarés Martínez        | 2000             | 2003             |        |        | Partit Popular (PP)                     |
| Juan Alberto Belloch Julbe  | 2003             | 2015             |        |        | Partit Socialista Obrer Espanyol (PSOE) |
| Pedro Santisteve Roche      | 2015             | 2019             |        |        | Saragossa en Comú (ZeC)                 |
| Jorge Antonio Azcón Navarro | 2019             | -                |        |        | Partit Popular (PP)                     |

### Acords d'investidura i/o coalicions de govern
| Mandat    | Partits implicats | Regidors |
| 1979-1983 | PSOE-PCE-PCT      | 17       |
| 1987-1991 | PSOE-CDS          | 16       |
| 1991-1995 | PSOE-IU           | 18       |
| 1995-1999 | PP-PAR            | 19       |
| 2003-2007 | PSOE-CHA          | 18       |
| 2007-2011 | PSOE-CHA          | 16       |
| 2011-2015 | PSOE-CHA-IU       | 16       |
| 2011-2015 | ZeC-PSOE-CHA      | 17       |

### Resultats electorals
| Eleccions municipals |      |      |      |      |      |      |      |      |      |      |
| Partit               | 1979 | 1983 | 1987 | 1991 | 1995 | 1999 | 2003 | 2007 | 2011 | 2015 |
| PP                   |      | 8    | 5    | 7    | 15   | 15   | 11   | 12   | 15   | 10   |
| Saragossa en Comú    |      |      |      |      |      |      |      |      |      | 9    |
| PSOE                 | 11   | 18   | 13   | 15   | 6    | 10   | 12   | 13   | 10   | 6    |
| C's                  |      |      |      |      |      |      |      |      |      | 4    |
| CHA                  |      |      | -    | -    | 2    | 4    | 6    | 3    | 3    | 2    |
| IU                   |      |      | 2    | 3    | 4    | -    | -    | 1    | 3    |      |
| PAR                  | 7    | 4    | 8    | 6    | 4    | 2    | 2    | 2    | -    | -    |
| CDS                  |      | -    | 3    | -    |      |      | -    |      |      |      |
| PCE                  | 4    | 1    |      |      |      |      |      |      |      |      |
| UCD                  | 7    |      |      |      |      |      |      |      |      |      |
| PTA                  | 2    | -    | -    |      |      |      |      |      |      |      |
| Total                | 31   | 31   | 31   | 31   | 31   | 31   | 31   | 31   | 31   | 31   |

### Administració pública
Des del 2015, el govern municipal correspon a Saragossa en Comú (format per IU, Podemos, Equo, Puyalón de Cuchas, Pirates d'Aragó, Demos+ i Somos). El PSOE i la CHA van votar a favor de Pedro Santisteve en la sessió d'investidura, però no governen. A l'oposició també s'hi troben el PP i Ciutadans.

### Divisió administrativa
D'acord amb el Reglament d'Òrgans Territorials i Participació Ciutadana, del 28 de juliol de 2005, Saragossa es divideix en 15 Districtes; el nombre quinze, el Districte rural, comprèn catorze Barris Rurals: 
- Districte 1: Centro.
- Districte 2: Casco Histórico: El Gancho/San Pablo, La Magdalena, San Miguel, Tenerías, San Agustín.
- Districte 3: Delicias: La Bombarda, La Bozada, Delicias, Monsalud, Parque Roma, Ciudad Jardín.
- Districte 4: Universidad: Romareda,
- Districte 5: San José: Miraflores i San José
- Districte 6: Las Fuentes.
- Districte 7: La Almozara.
- Districte 8: Oliver-Valdefierro: Valdefierro i Oliver.
- Districte 9: Torrero: Torrero, La Paz, Venecia, San Antonio.
- Districte 10: Actur-Rey Fernando: ACTUR, Parque Goya
- Districte 11: El Rabal: Arrabal, Cogullada, Jesús, La Jota, Picarral, Vadorrey i Zalfonada.
- Districte 12: Casablanca: Casablanca, Rosales del Canal, Montecanal, Valdespartera i Arcosur.
- Districte 13: Santa Isabel.
- Districte 14: Miralbueno.
- Districte 15: Distrito Rural: Alfocea, Casetas, Garrapinillos, Juslibol, La Cartuja Baja, Montañana, Monzalbarba, Movera, Peñaflor, San Gregorio, San_Juan_de_Mozarrifar, Torrecilla de Valmadrid, Venta del Olivar, i Villarrapa.

### Evolució del deute viu
El concepte de deute viu preveu només els deutes amb caixes i bancs relatius a crèdits financers, valors de renda fixa i préstecs o crèdits transferits a tercers i, per tant, se n'exclou el deute comercial.
| Gràfica d'evolució de Saragossa entre 2008 i 2015                                                 |
|                                                                                                   |
| Deute viu de l'ajuntament en milers d'Euros segons dades del Ministeri d'Hisenda i Ad. Públiques. |

El deute viu municipal per habitant el 2015 va ascendir a 1.608,65 €.

## Economia

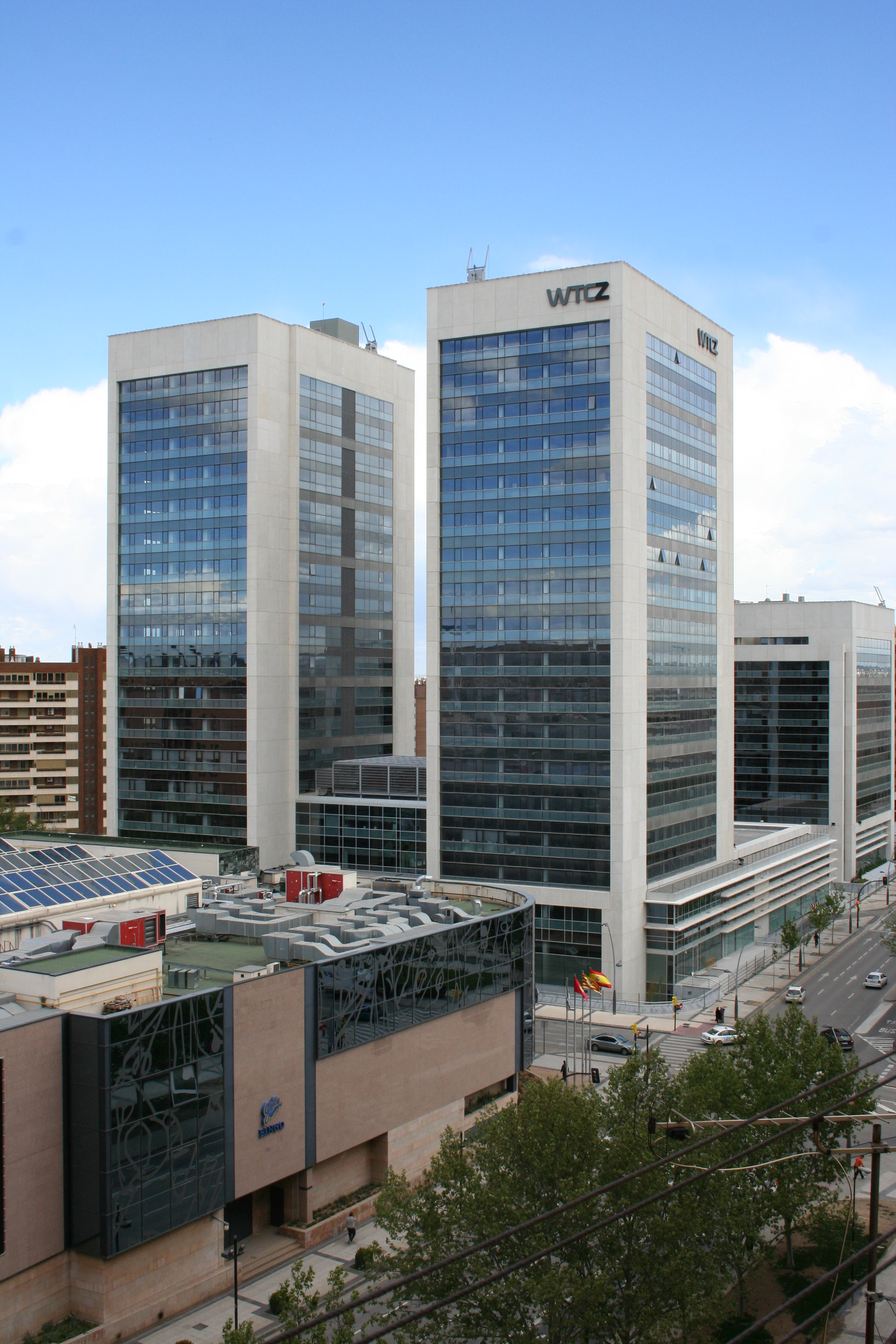
World Trade Center Saragossa.

Saragossa és la quarta ciutat d'Espanya segons el seu Índex d'Activitat Econòmica. A l'economia de la ciutat hi ocupa un lloc destacat la fàbrica d'Opel (General Motors) a Figueruelas, una localitat de l'àrea metropolitana, al voltant de la qual s'ha desenvolupat un entramat d'indústries auxiliars del motor. En el terreny industrial també sobresurten BSH (Bosch, Siemens, Balay) (electrodomèstics); CAF (material ferroviari); SAICA, Tereos Syral (glucosa i midó); ICT Ibèrica i Torraspapel (paper); Pikolin (matalassos); Lacasa (xocolates); Hispano-Carrocera (autocars); LeciTrailer (semiremolcs); La Zaragozana (cervesa Ambre); etc.
Projectes com la Plataforma Logística de Saragossa, (PLAZA), que amb 12.500.000 m² és la més gran del sud d'Europa, han impulsat el sector logístic en els últims anys, destacant especialment l'impuls adquirit per l'aeroport de Saragossa pel que fa al transport de mercaderies, que l'ha col·locat com a tercer d'Espanya el 2009, per darrere de Madrid i Barcelona.
A aquesta classe de grans iniciatives comercials hi van unides unes altres que estimulen la implantació d'oficines a la ciutat, com per exemple, l'edifici World Trade Center Saragossa o l'espai de l'Exposició Internacional de 2008, convertit en un complex empresarial i Ciutat de la Justícia.

## Sanitat
El Servei Aragonès de Salut és l'organisme que integra tots els centres de la sanitat pública a Aragó. Està estructurat en vuit sectors sanitaris i, dins d'aquesta estructura, Saragossa en conté tres d'ells, denominats Saragossa I, Saragossa II i Saragossa III. Cada un d'aquests sectors compta amb els seus corresponents centres d'atenció primària, centres d'especialitats, hospitals i centres de salut mental.
La relació d'hospitals, tant del sector públic com del privat, existents a Saragossa és la següent:
| Centres hospitalaris de la ciutat de Saragossa               |        |             |
| Centre hospitalari                                           | Tipus  | Nº de Llits |
| Hospital Universitari Miguel Servet                          | Públic | 1290        |
| Hospital Clínic Universitari Lozano Blesa                    | Públic | 808         |
| Hospital Neuropsiquiàtric Nuestra Señora del Carmen          | Públic | 287         |
| Hospital Royo Villanova                                      | Públic | 260         |
| Centre de Rehabilitació Psicosocial Nuestra Señora del Pilar | Públic | 172         |
| Hospital General de la Defensa                               | Públic | 200         |
| Hospital San Juan de Dios                                    | Públic | 144         |
| Hospital Provincial Nuestra Señora de Gracia                 | Públic | 151         |
| Hospital MAZ                                                 | Privat | 119         |
| Clínica Quirón                                               | Privat | 104         |
| Clínica Montpelier                                           | Privat | 92          |
| Clínica Montecanal                                           | Privat | 56          |
| Projecte Rehabilitació Integral de la Salut Mental a Aragó   | Privat | 50          |
| Unitat Rehabilitadora de Mitjana Estança Professor Rey Ardid | Privat | 39          |
| Clínica Nuestra Señora del Pilar                             | Privat | 34          |
| Font: Ministeri de Sanitat, Serveis Socials i Igualtat.      |        |             |

## Transports

### Aeroport

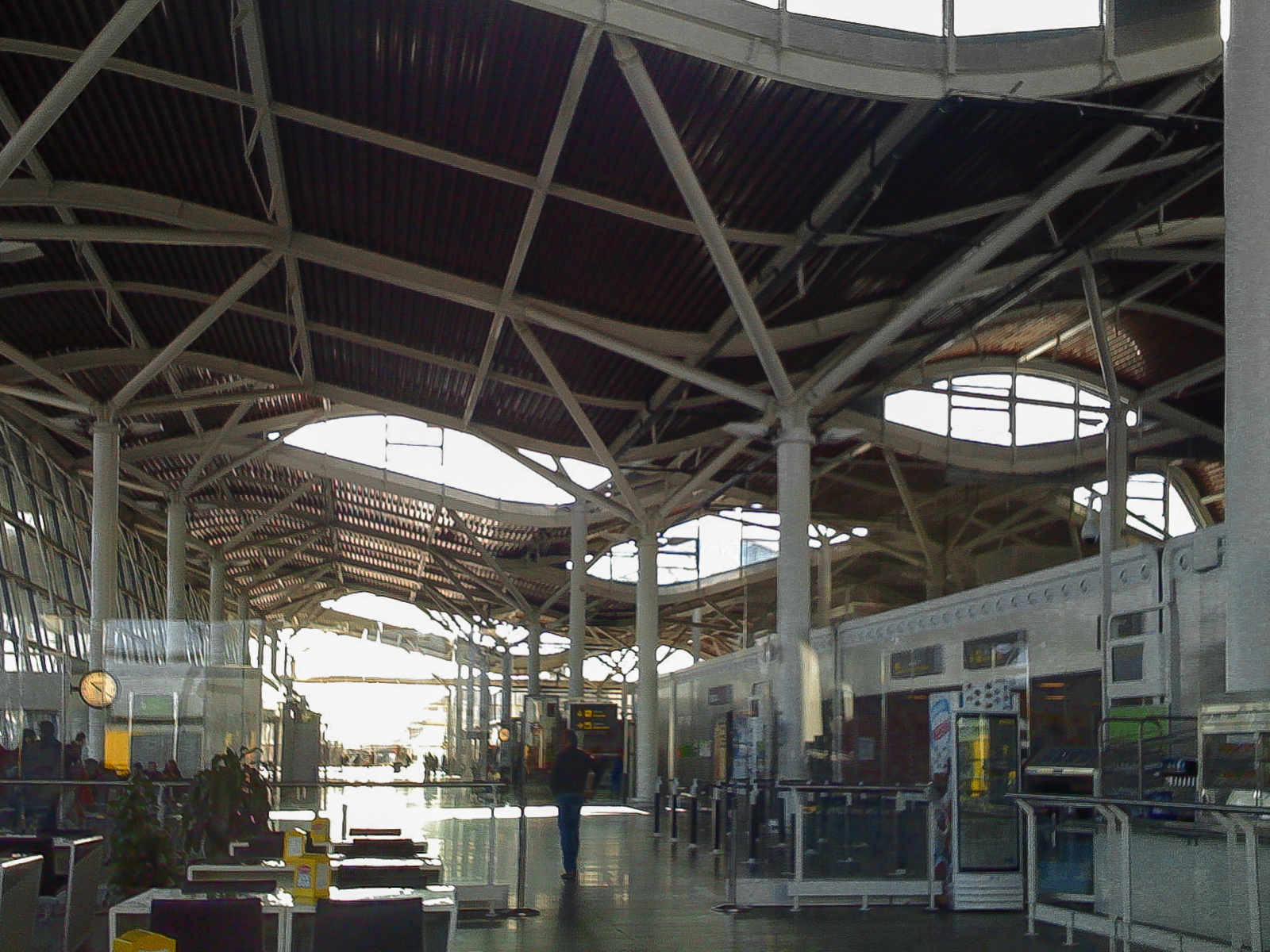
Terminal 2 (T2) de l'aeroport.

El nom oficial és Aeropuerto de Zaragoza (en català: Aeroport de Saragossa) (codi IATA: ZAZ). La seva inauguració es remunta al setembre de 1947 i està situat al barri de Garrapinillos, a 10 quilòmetres del centre de la ciutat. L'aeroport està connectat per una línia d'autobús amb una freqüència de 30 minuts. El trasllat en taxi té un cost aproximat de 20 euros. Compta amb serveis de lloguer de cotxes (Atesa, Europcar, Hertz, Sixt). A més de caixers automàtics, cafeteries, restaurants, botigues de viatge, de compres, té servei d'internet WIFI. L'any 2011 va transportar a 751.097 passatgers (segons AENA). Al març de 2008, amb motiu de l'Exposició Internacional de l'Aigua, es va obrir la nova terminal. El modern edifici té capacitat per a un milió de passatgers per any encara que és ampliable fins al milió i mig. Actualment, a l'aeroport hi operen sis companyies aèries (Ryanair, Air Europa, Air Nostrum, Volotea, Vueling i Wizz Air) i existeixen connexions permanents amb nou destinacions, 6 europees (Londres, París, Brussel·les, Barcelona, Milà, Cluj-Napoca i Bucarest) i 3 nacionals (Mallorca, Tenerife i Lanzarote), als quals se li sumen altres quatre enllaços estiuencs (Gran Canària, Fuerteventura, Eivissa i Menorca).
Pel que fa al transport de mercaderies, l'aeroport de Saragossa està experimentant un fort creixement que l'ha situat com el tercer d'Espanya des de l'any 2009, posició consolidada el 2011 amb 48.647 tones de càrrega, un 14,3% més que el 2010. Encara que s'havia previst implantar les millores en el sistema ILS per permetre l'aterratge amb baixa o nul·la visibilitat i que entrés en funcionament el 2012, el Govern espanyol va assenyalar al març d'aquest any que la instal·lació d'aquests nivells de seguretat no està subjecta a cap termini i «es realitzarà després d'una acurada anàlisi de la inversió».

### Ferrocarril

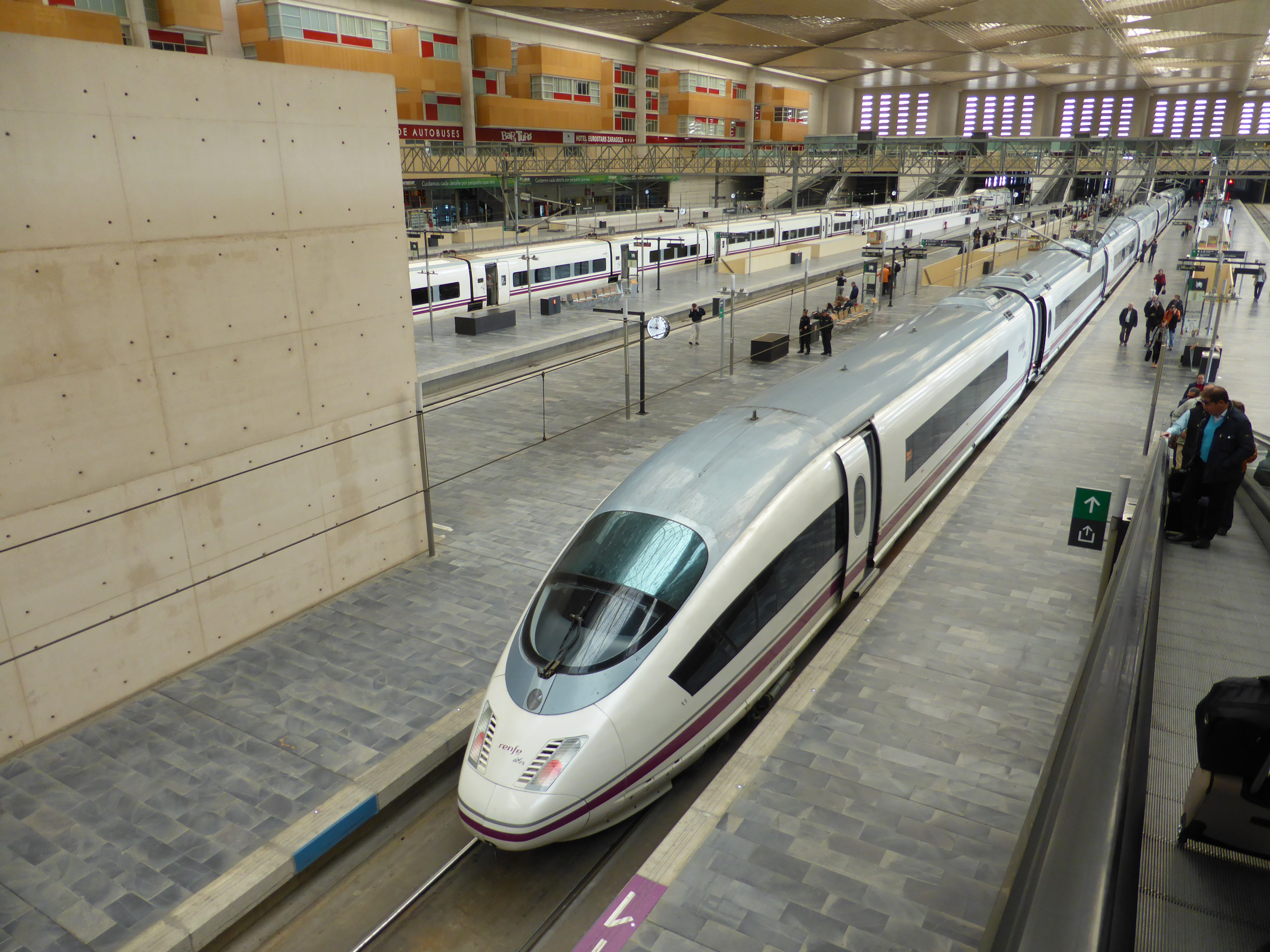
Estació de Saragossa-Delicias, amb AVE procedent de Madrid i amb destí Barcelona. El tren és de la Sèrie 103 de Renfe.

L'11 d'octubre de 2003 es va inaugurar la línia d'alta velocitat (AVE) Madrid-Saragossa-Lleida que assegura la connexió de Saragossa amb Madrid en 90 minuts. L'extensió de la línia d'alta velocitat fins a Barcelona es va inaugurar el 20 de febrer de 2008. Des de maig de 2007, la nova Estació Intermodal de Saragossa-Delicias, situada al districte de l'Almozara, alberga també l'estació central d'autobusos de la ciutat.
La ciutat compta amb altres tres estacions ferroviàries: l'estació del Portillo, la de Goya, i la de Miraflores. Totes tres donen servei a la línia de rodalies de Saragossa i a diverses de mitjana distància de Renfe.
Entre el 2008 i el 2010 van començar a operar el port sec i l'àrea logística intermodal ferroviària de PLAZA -Plataforma Logística de Saragossa- que sumen, entre totes dues superfícies, 2,6 milions de metres quadrats. A més, la ciutat també compta amb el port sec de «MercaSaragossa» i amb els molls ferroviaris de diverses empreses com SAICA o la Montañanesa.

### Carretera

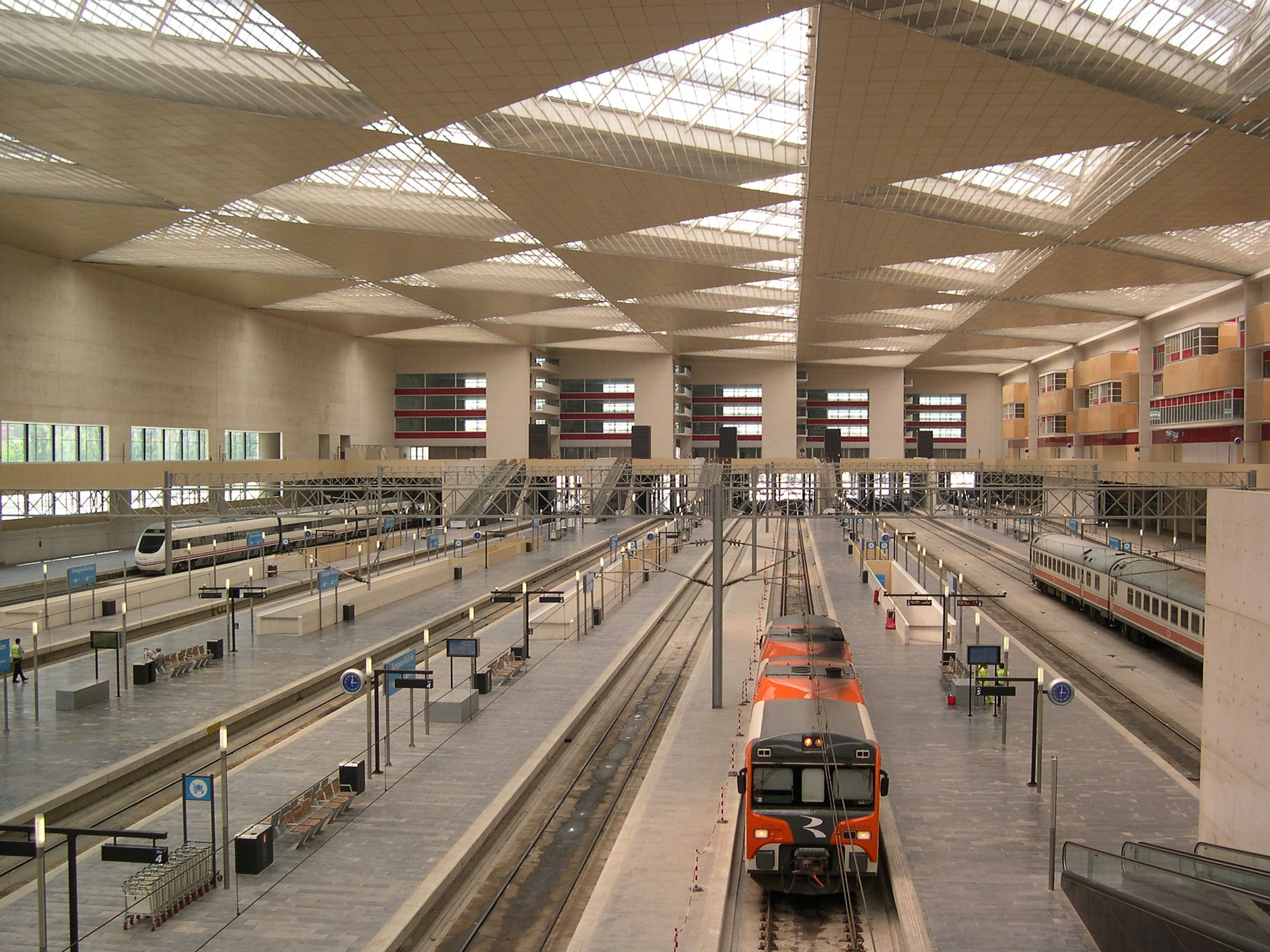
Estació AVE Saragossa - Delicias: vista interior que mostra un tren regional.

Excepte amb Sòria, Saragossa està comunicada mitjançant autovies i autopistes amb totes les capitals de les províncies limítrofes, a més de la comunicació amb Barcelona, Bilbao, Madrid i València.
Saragossa disposa de diverses rondes circumval·latòries, de les quals adquireixen el protagonisme més gran:
- Z-30, ronda urbana limitada a 50 km / h que alleuja el trànsit del centre de la ciutat.
- Z-40, autovia que circumval·la completament la ciutat i permet l'articulació de l'àrea metropolitana i la distribució de trànsits nacionals, regionals i urbans.
- En planificació incipient es troba la Z-50, la primera fase circumval·laria la ciutat pel sud des de La Muela, a l'A-2, fins a entroncar amb l'autopista aragonesa de peatge en ombra ARA-A1, la qual absorbiria. La Z-50 es presenta com un projecte autonòmic d'autopista lliure de peatge, encara que amb el suport i cofinançament de l'Estat, atès el seu impacte en la descongestió de les vies estatals en l'estratègic nus viari de Saragossa.

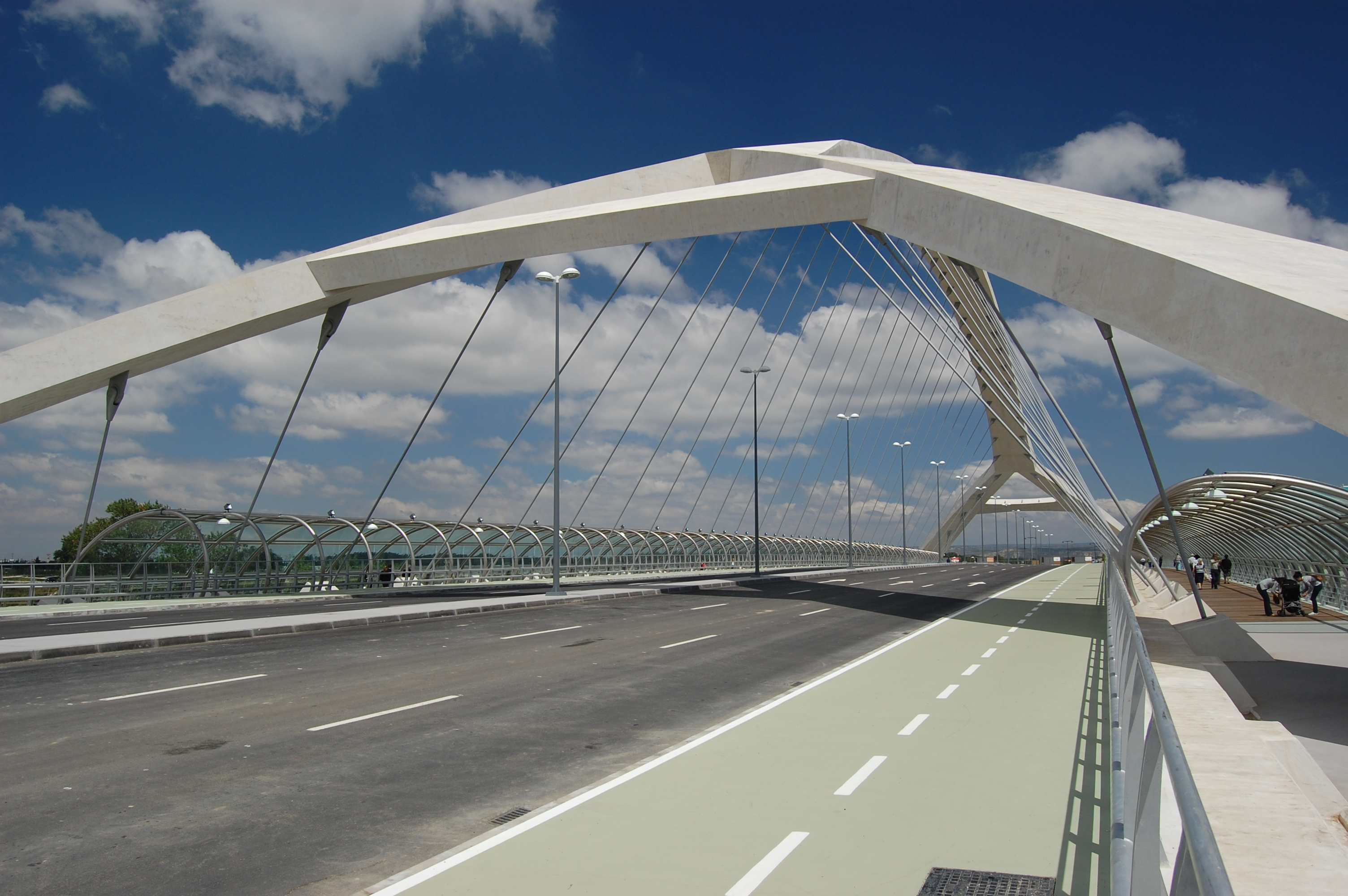
Pont del Tercer Mil·lenni, construït amb motiu de l'Expo 2008.

### Transport urbà i metropolità

#### Trens de rodalies
Saragossa disposa, des de l'11 de juny de 2008, de la seva primera línia de Rodalies: Casetas-Utebo-Delicias-Portillo-Goya-Miraflores.
El 4 d'abril de 2012 es va obrir al públic l'estació de Goya, situada entre El Portillo i Miraflores. Aquest baixador està destinat a ser la pedra angular del sistema de Rodalies, atesa la seva centralitat i la seva correspondència amb la Línia 1 del tramvia. En un futur, la C-1 s'ha d'estendre cap a l'oest i cap a l'est per arribar a Alagó i a El Burgo de Ebro, respectivament.

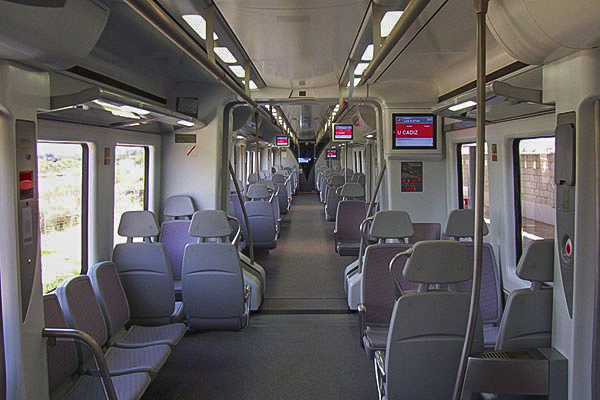
Vista de l'interior dels nous trens Civia.

La segona línia de rodalies, encara en projecte, tindrà una disposició nord-sud, perpendicular a la C-1 a escala metropolitana, tot i que compartiria vies al nucli urbà de Saragossa. A llarg termini s'espera que arribi des de Zuera fins a María de Huerva, si bé, en una primera fase, podria cobrir el trajecte El Portillo-Estació Intermodal-Plataforma Logística (PLAZA).

#### Autobusos metropolitans

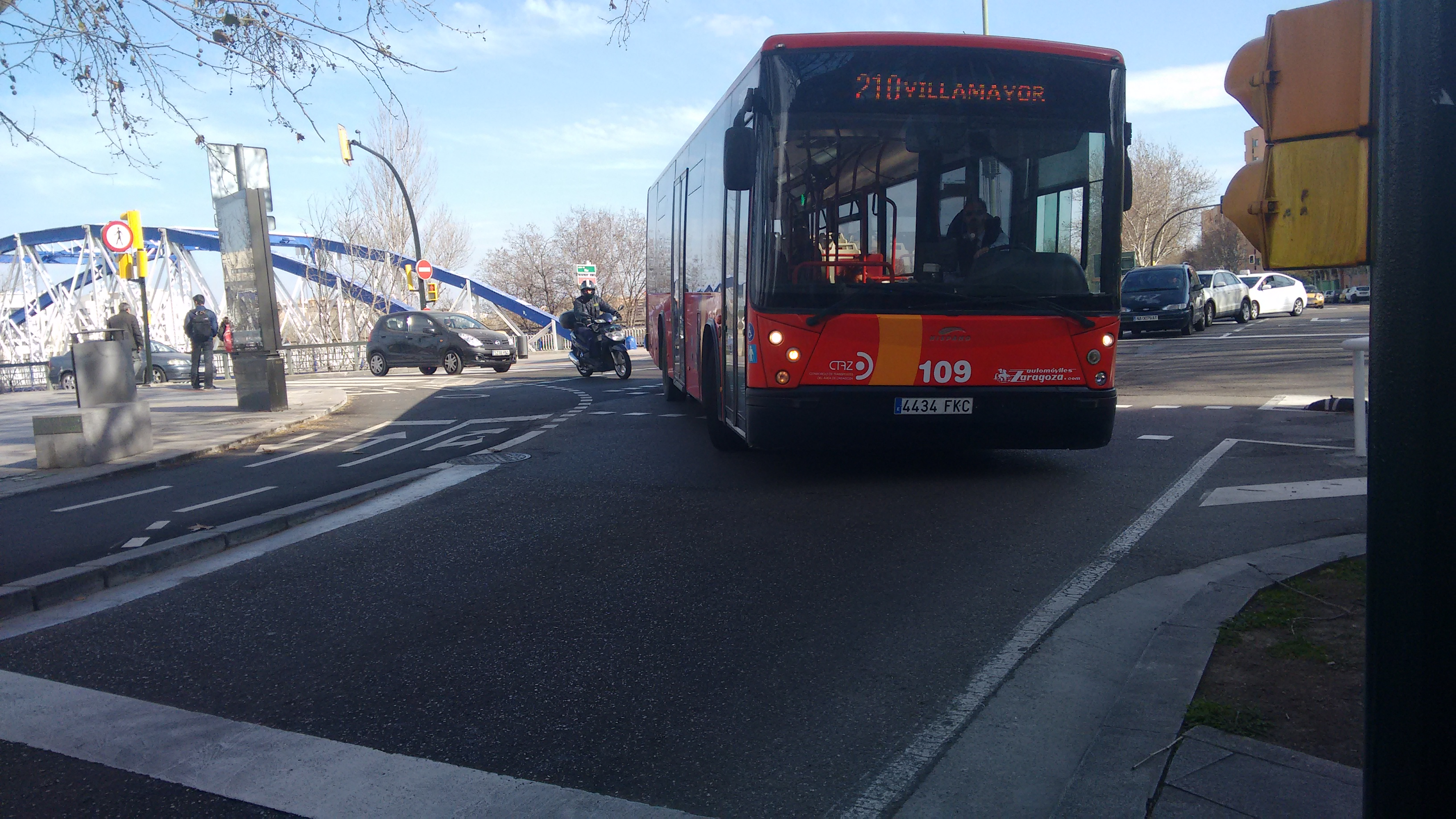
Bus del CTAZ, de servei.

El servei de busos periurbans de Saragossa serveix a una trentena de municipis situats en un radi de 30 km respecte Saragossa. Hi ha 8 corredors principals:
1. Zuera/San Mateo de Gállego;
2. Villamayor de Gállego;
3. Osera de Ebro;
4. Pastriz;
5. Pina de Ebro;
6. Muel;
7. La Muela/PLAZA/Aeroport;
8. Pinseque/Figueruelas/Torres de Berrellén

El servei és finançat pels diversos ajuntaments, la DPZ, la DGA i pels mateixos usuaris. És servit per diverses companyies de transport, encara que totes aglutinades al Consorci de Transports de l'Àrea de Saragossa (CTAZ). El color cooperatiu habitual és el vermell amb franges taronges ondulants i en totes les línies del consorci està disponible la "targeta Interbús", que és compatible amb els Autobusos Urbans de Saragossa i amb el tramvia. A més, hi ha 5 intercanviadors de transport a la ciutat de Saragossa als quals hi arriben els busos metropolitans.

#### Tramvia

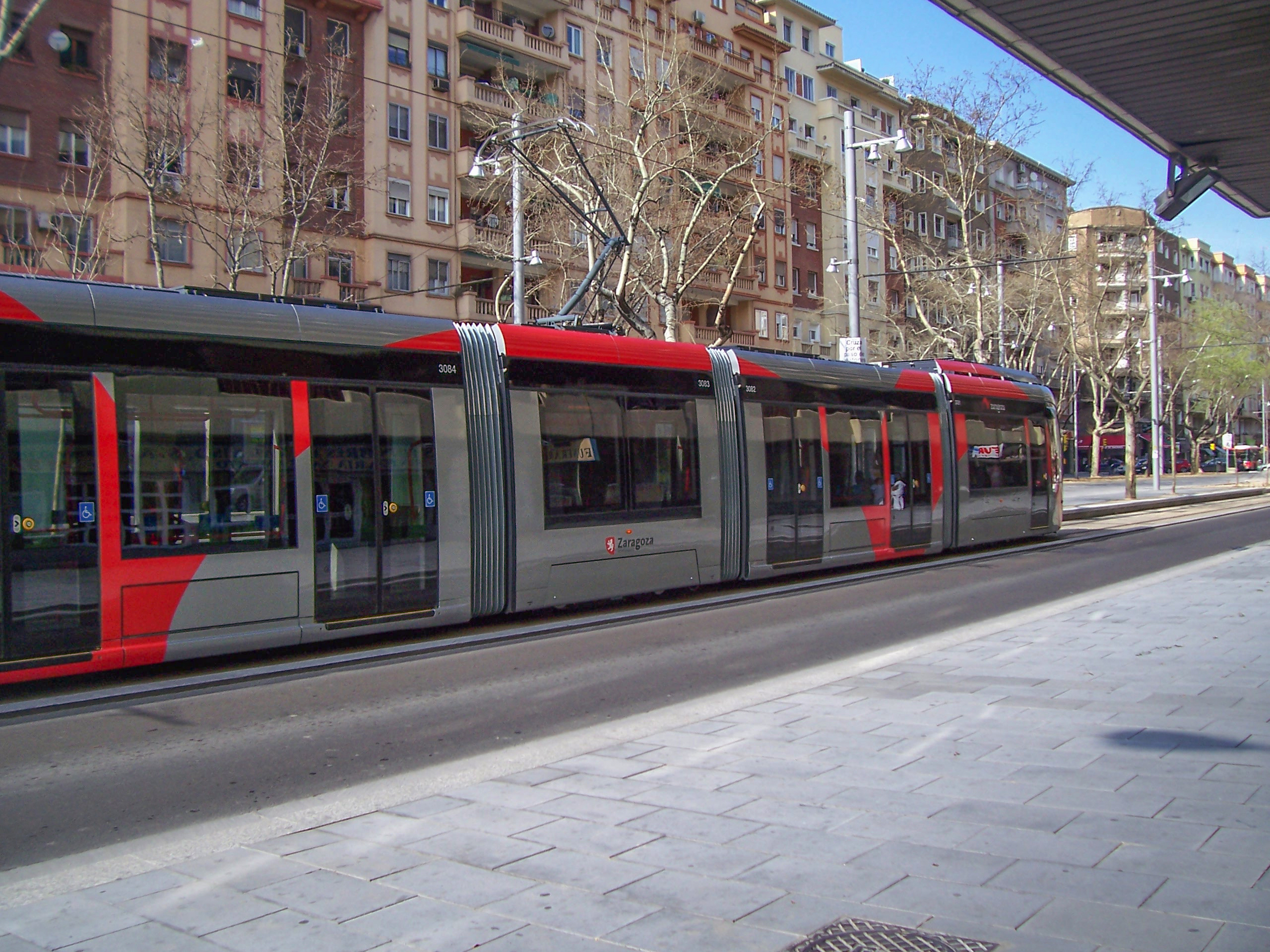
Tramvia de Saragpssa (model Urbos 3) a la parada de l' Emperador Carles V.

La primera fase de la primera línia de tramvia va ser inaugurada el 19 d'abril de 2011. La línia completa es va inaugurar el 26 de març de 2013. La línia, amb una disposició Nord-centre-Sud-oest, mesura 12,8 km de longitud i s'espera que inicialment transporti 35 milions de passatgers a l'any. La societat concessionària és TRAZA.

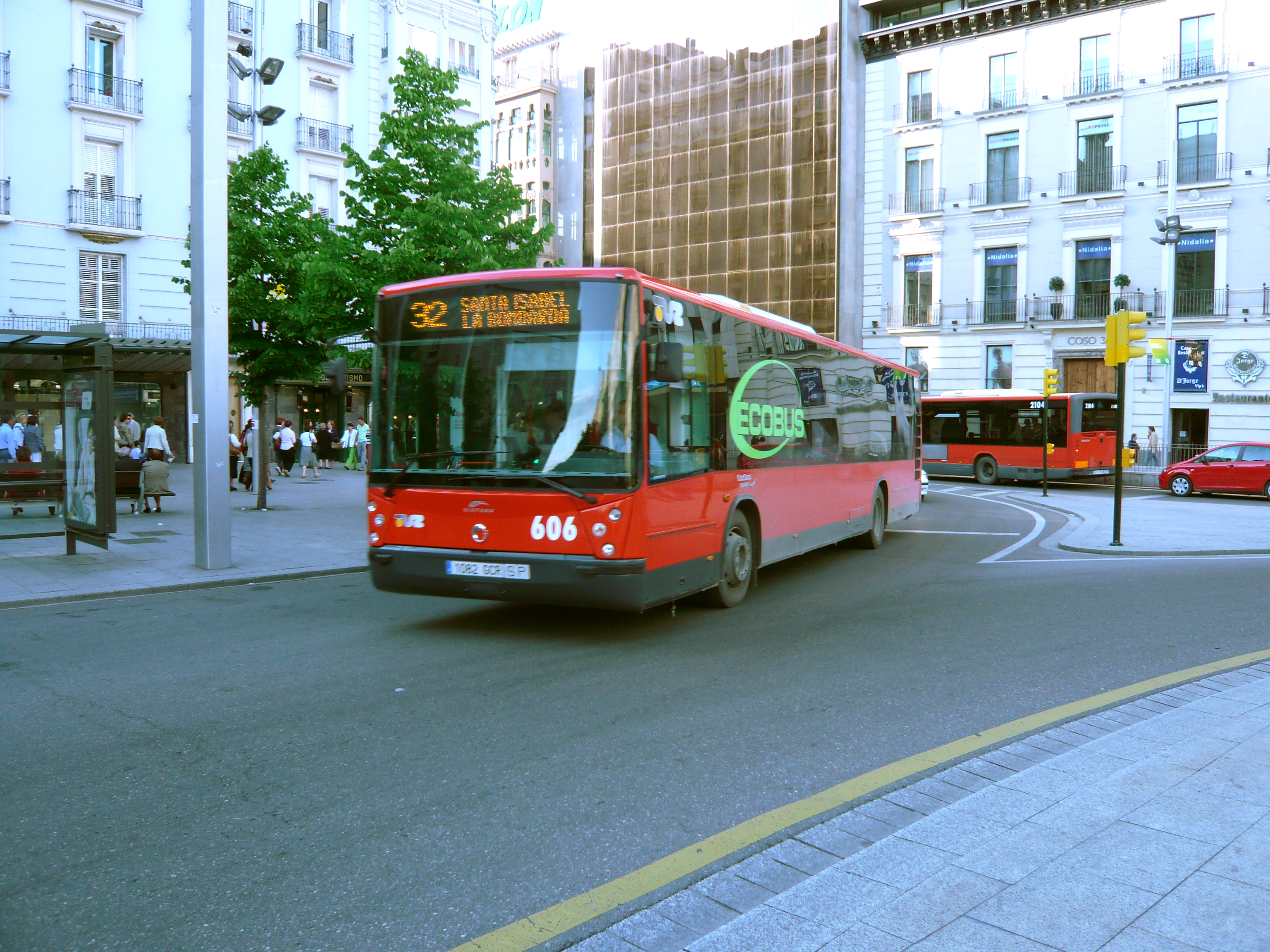
Iveco CityClass Euro-5 de Tuzsa, amb carrosseria Hispano Habit, de servei.

#### Autobusos urbans
El transport urbà de Saragossa es basa primordialment en el transport en autobús realitzat per l'empresa concessionària AUZSA (Autobusos Urbans de Saragossa SA), anteriorment coneguda com a TUZSA (Transports Urbans de Saragossa SA), que té una flota de prop de 350 vehicles, una plantilla propera als 750 empleats, 47 línies urbanes i que realitza prop de 115 milions de viatges anuals. Aquesta empresa compta també amb el funcionament del Bus Turístic, un dels primers serveis emergents de la ciutat de Saragossa.

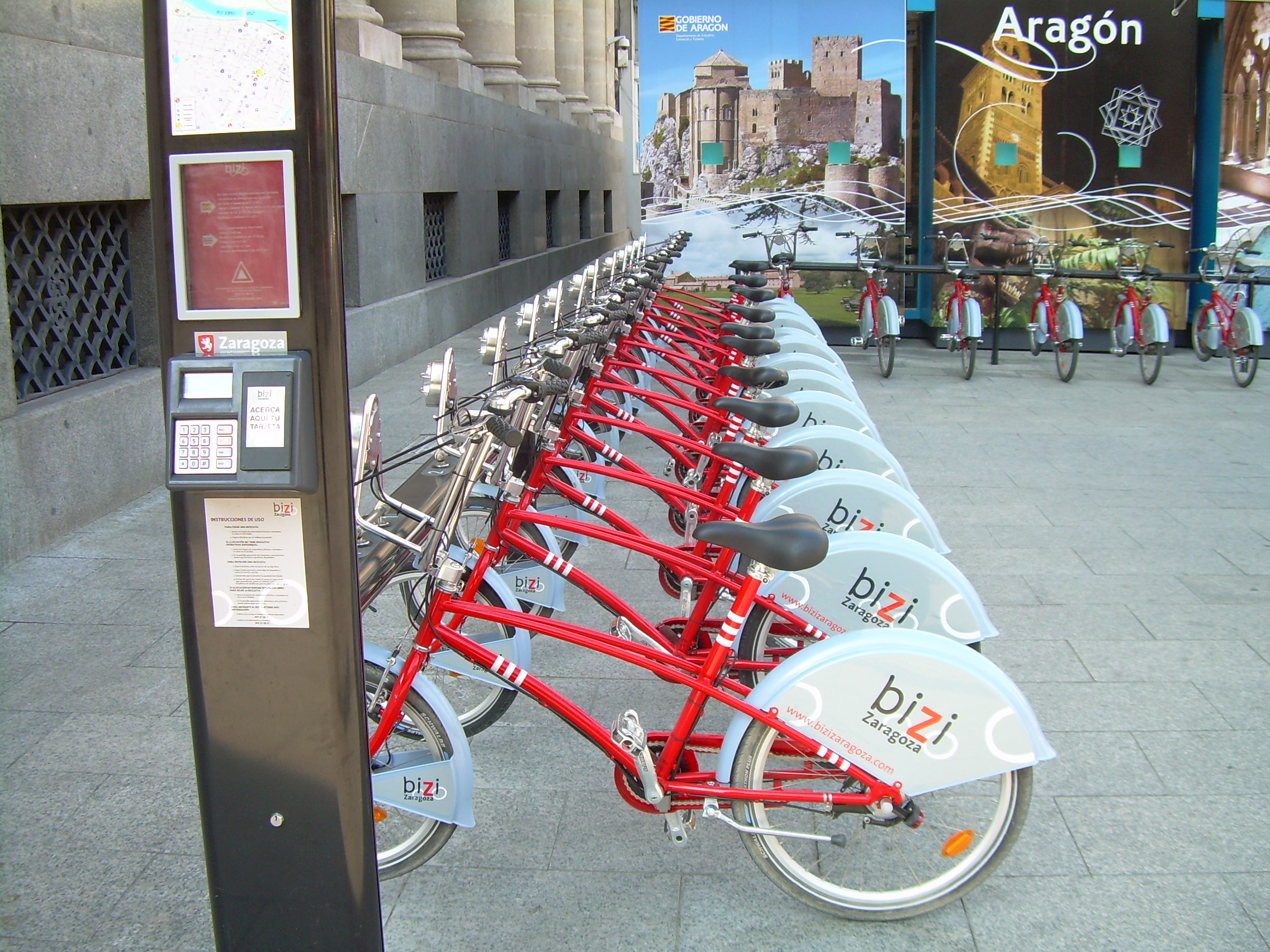
BiZis a la Plaça d'Espanya de Saragossa.

### Bicicleta
Al maig de 2008, poc abans de la inauguració de l'Exposició Internacional, es va implantar a la ciutat un sistema públic de bicicletes de lloguer anomenat Bizi Saragossa. Al final de la primera fase, el sistema posava a disposició de la ciutadania 340 bicicletes distribuïdes en 29 estacions repartides principalment per les riberes de l'Ebre, el centre de la ciutat i les vies d'accés al recinte de l'Exposició. Al maig de 2009 el nombre d'estacions va passar a 49 i a l'octubre d'aquest mateix any, amb diversos mesos d'antelació al que s'havia previst, el sistema va passar a comptar amb 1000 bicicletes en 100 punts d'accés, i d'aquesta manera s'aconseguí l'abril de 2010 la xifra de 29.034 abonats. Després de l'última ampliació, amb 130 estacions i 1300 bicicletes, el nombre d'usuaris de Bizi Saragossa va arribar a un màxim de 37.500 a finals de 2013, i se’n van registrar 35.500 al desembre de 2014. Un dels factors que més van influir en la disminució dels abonats va ser l'execució d'una sentència del Tribunal Superior de Justícia d'Aragó que va obligar l'Ajuntament a anul·lar l'ordenança municipal que permetia la circulació de les bicicletes per les voreres.

### Altres serveis
Hi ha un servei turístic de transport en vaixell, que fa el trajecte fluvial comprès entre el port de Vadorrey i la zona Expo, amb una parada obligatòria al Club Nàutic (al peu de la basílica del Pilar). Aquest servei presenta problemes amb el calat dels vaixells i mai ha estat a ple rendiment.
També hi ha diversos trenets turístics que a l'estiu uneixen el nucli urbà amb els espais naturals periurbans del galatxo de Juslibol i els galatxos de l'Alfranca.

## Patrimoni històric

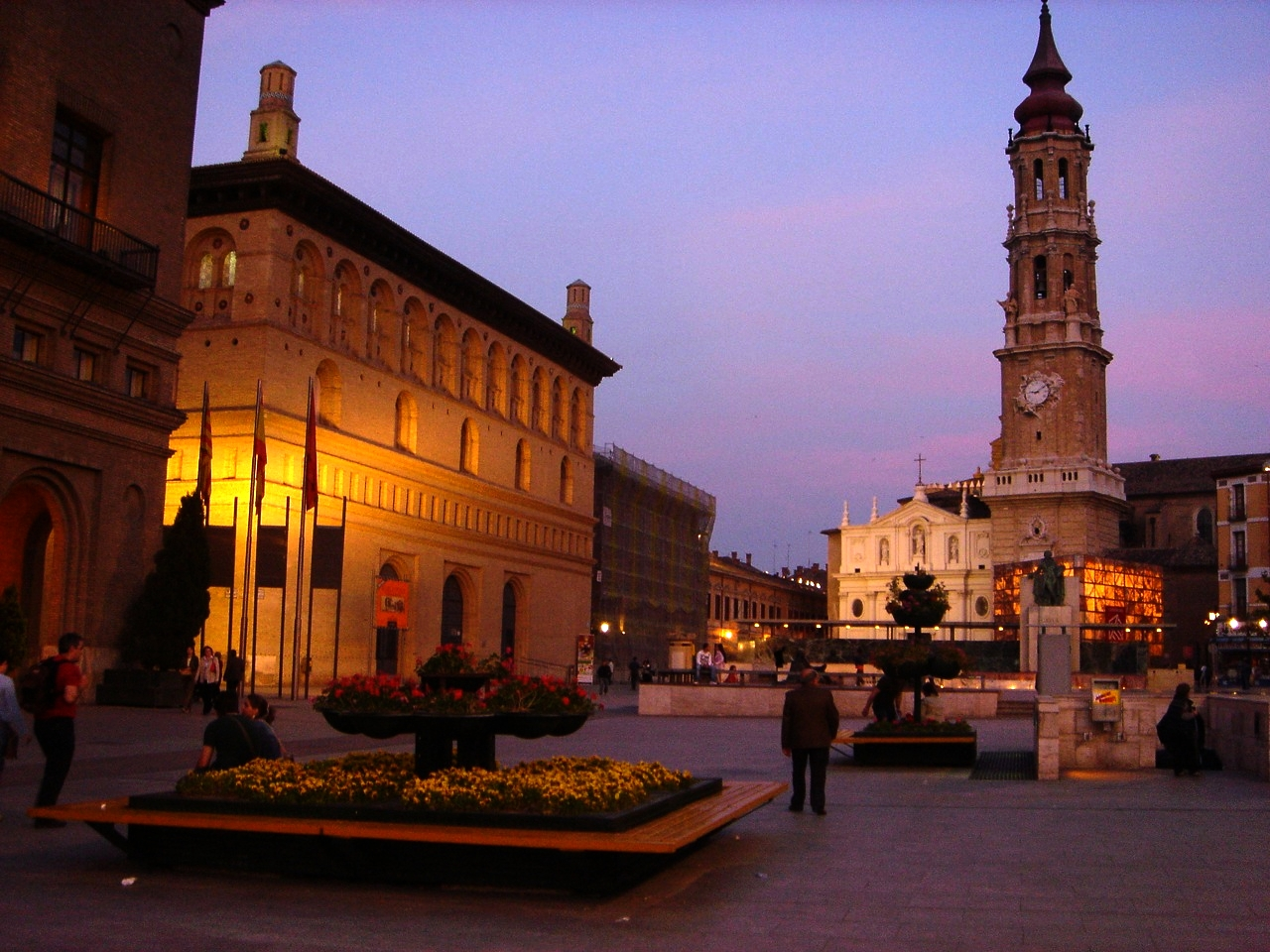
Plaça de las catedrals amb la Llotja a l'esquerra i La Seu al fons.

Saragossa és una ciutat bimil·lenària, motiu pel qual hi han passat totes les civilitzacions que han dominat la Península Ibèrica, de les quals queden restes i monuments, tot i el destructiu efecte que van tenir per al patrimoni arquitectònic els llocs que van patir durant la Guerra del Francès.
Els tres principals llocs d'interès són:
- La Basílica del Pilar, que és el temple barroc més gran d'Espanya. Hi destaquen obres d'art com el retaule de l'altar major de Damià Forment, el cadirat del cor del segle xvi, i la Santa Capella, obra de l'arquitecte Ventura Rodríguez de 1750. També alberga frescs de Goya i Francisco Bayeu, entre d'altres.

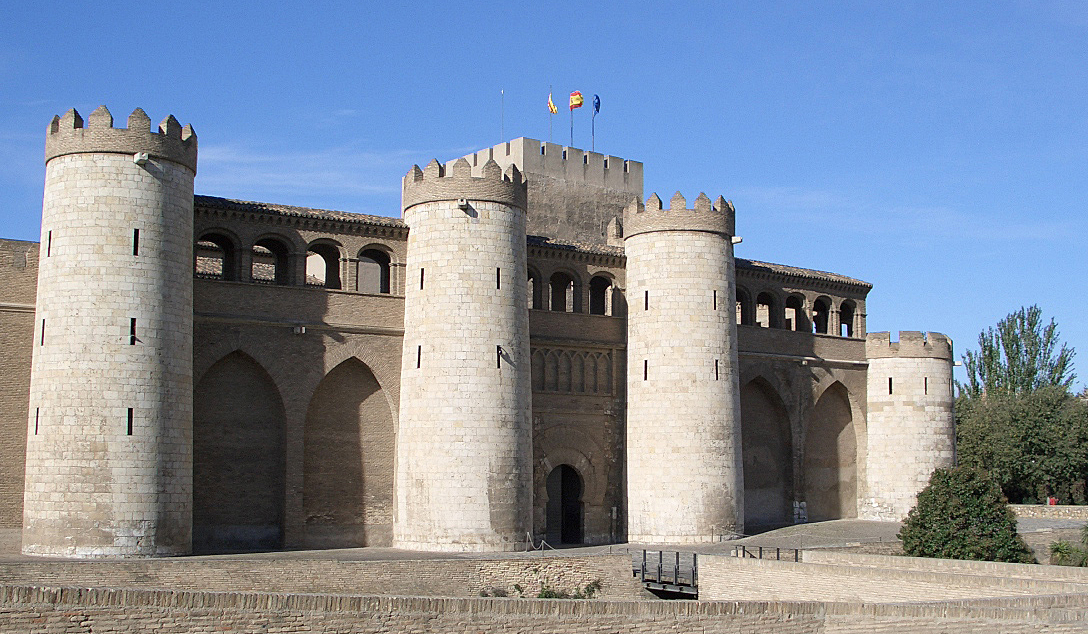
Palau de l'Aljaferia,. Torrasses semicirculars reconstruïdes al.

- Palau de l'Aljaferia, segle xi. Torrasses semicirculars reconstruïdes al segle xx.La Catedral de Sant Salvador (La Seu), recentment restaurada i barreja d'estils (romànic, gòtic, mudèjar i barroc) està construïda sobre les restes de la mesquita d'època musulmana i, al seu torn, sobre un temple romà. De l'exterior sobresurten el cimbori, l'absis, el mur mudèjar -declarats Patrimoni Mundial de la Humanitat per la Unesco dins el conjunt de l'arquitectura mudèjar d'Aragó- i la torre barroca. L'interior conté un gran nombre d'obres d'art com el retaule gòtic de l'altar major, l'orgue, el cor, el rerecor, el conjunt de capelles renaixentistes i barroques o el Museu de Tapissos.
- El Palau de l'Aljaferia és una construcció àrab que va ser palau del rei Al-Muqtadir de la taifa de Saraqusta al segle xi. També van utilitzar-lo alguns reis d'Aragó com Pere IV el Cerimoniós i Ferran el Catòlic, entre d'altres. Posteriorment se li va donar ús com a seu de la Inquisició i avui ho és de les Corts d'Aragó, després d'una àmplia restauració, que va incloure la reconstrucció d'algunes zones. Hi destaquen el pati envoltat d'arcs de ferradura entrellaçats amb guixeries, el mihrab, i la planta superior, de factura renaixentista, amb la gran escala d'accés i el saló del tron.

## Arquitectura contemporània

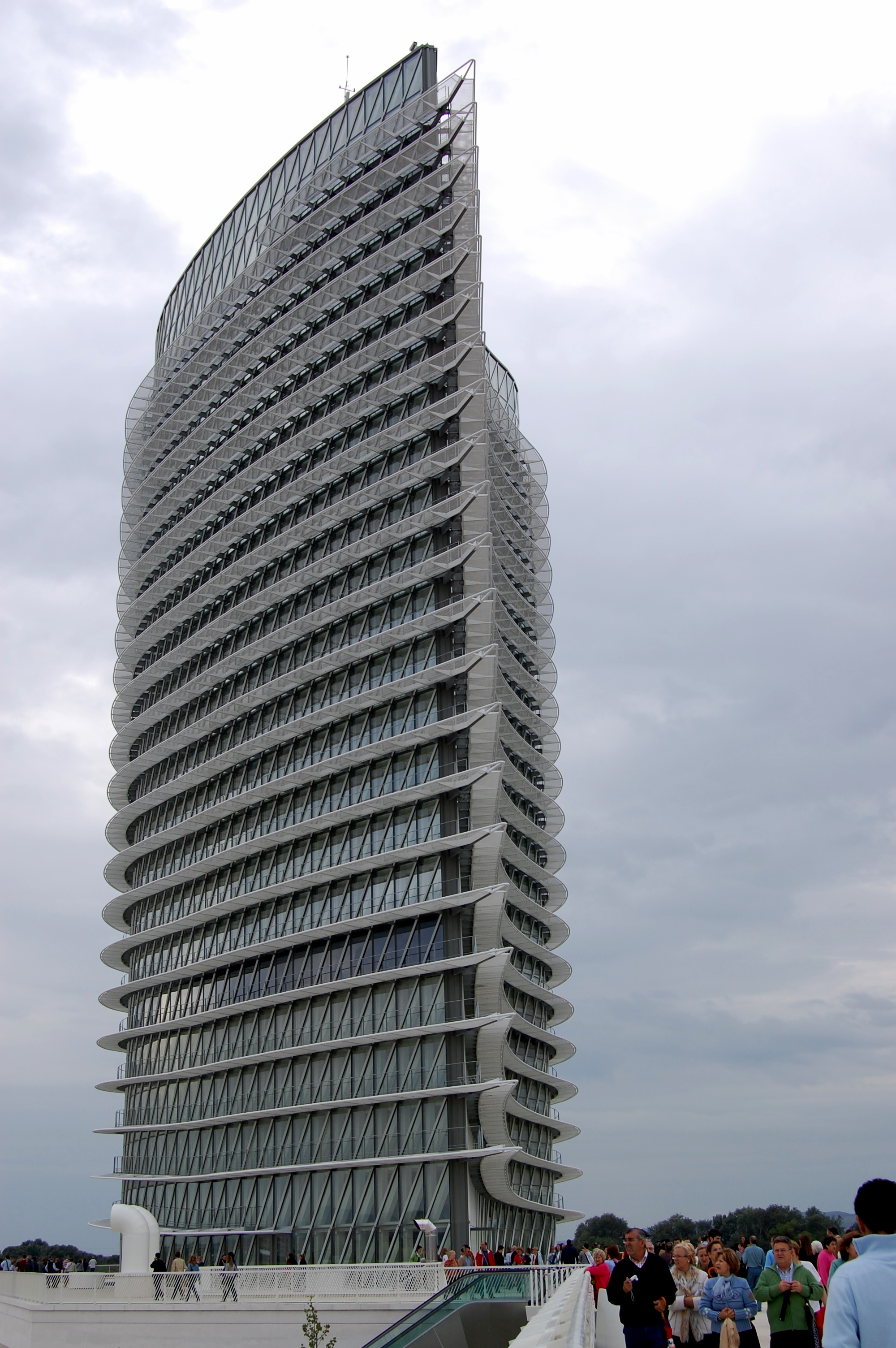
Torre de l'Aigua

De l'arquitectura de la ciutat de finals del segle xx i principis del XXI podem destacar:
- l'Auditori de Saragossa;
- l'Estació intermodal Saragossa-Delicias;
- la Seu de la Confederació Regional d'Empresaris d'Aragó (CREA), antic pavelló de l'Aragó de l'Exposició Universal de Sevilla;
- l'edifici del Museu Pablo Serrano;
- Porta Cinegia, un espai comercial i residencial que tanca de manera harmònica El Tub saragossà;
- l'edifici del World Trade Center Saragossa, un complex empresarial situat al barri de l'Actur a Saragossa, un dels edificis més alts de la ciutat;
- Aragonia, un complex empresarial, comercial, residencial i d'oci dissenyat per Rafael Moneo;
- el Pavelló Digital de l'Aigua, una construcció que forma part del projecte conegut com a Milla Digital amb la participació del MIT;
- l'Assut de Vadorrey, que permet la navegació a l'Ebre;
- la nova terminal de l'Aeroport de Saragossa, estrenada el 2008;
- l'edifici de CaixaFòrum Saragossa, un espai cultural amb sales per a exposicions temporals.

A més, per a l'Exposició Internacional de 2008 es van realitzar diverses infraestructures, entre les quals cal destacar el Pavelló d'Espanya, el Pavelló Pont, la Torre de l'Aigua, el Palau de Congressos de Saragossa, el Pavelló d'Aragó, el Pont del Tercer Mil·lenni i la Passarel·la del Voluntariat.

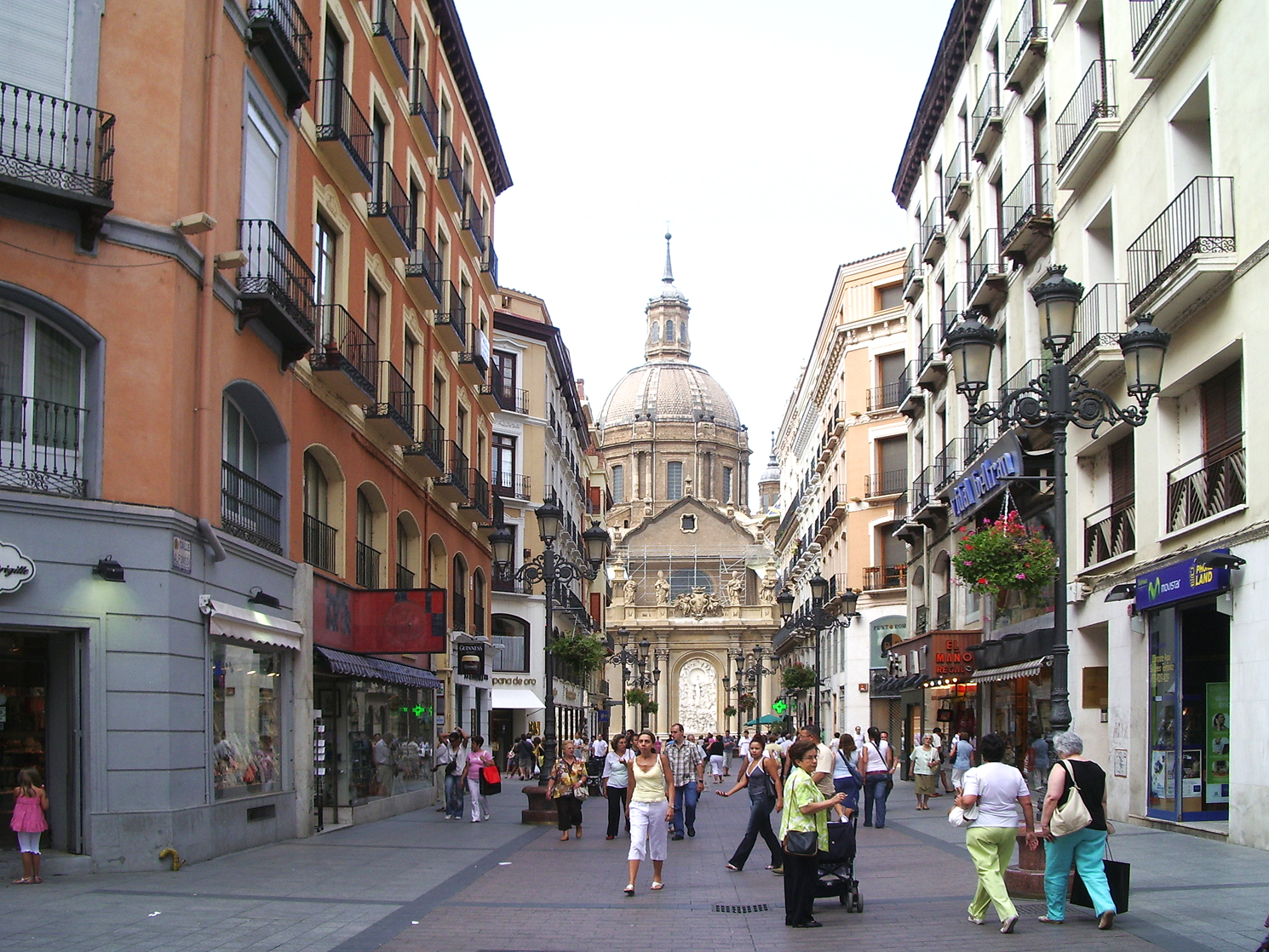
Vista del carrer Alfons I, amb la basílica del Pilar al fons.

## Entorns urbans
Entre els carrers i places més emblemàtiques i concorregudes hi ha:
- La plaça del Pilar, en l'entorn es troben el Pilar, la Seu, l'Ajuntament i la Llotja entre altres construccions.
- El passeig Independència, la plaça d'Espanya i la plaça d'Aragó, que es considera el centre de Saragossa.
- El carrer Alfons I, la qual remet directament a la Basílica del Pilar.
- La plaça de Sant Bru. En aquesta plaça s'organitzen mercats a l'aire lliure tan dispars com el mercat medieval, el mercat d'antiguitats o el d'alimentació artesana, que s'organitza cada diumenge.

## Festes
La festa de la patrona se celebra el 12 d'octubre, dia de la Mare de Déu del Pilar, coneguda popularment com El Pilar. Aquestes festes són molt conegudes i atreuen un gran nombre de turistes, principalment per actes com l'ofrena de flors a la Verge i la gran animació que viuen els carrers.
La festa del patró és Sant Valeri i se celebra el 29 de gener. És costum menjar en aquell dia un "roscón" (tortell). També és popular el refrany que diu: "San Valero, rosconero y ventolero", ja que és força freqüent que bufi amb força el mestral (a l'Aragó anomenat cierzo) pels volts d'aquell dia.

## Llocs d'interès

Districtes de Saragossa

- Hi destaca sobretot la Basílica del Pilar, una gran obra religiosa barroca (edificada sobre anteriors i desapareguts temples romànic i gòtic) decorada amb pintures de Goya i el seu sogre Francisco Bayeu, en algunes de les seves cúpules. També és força destacable l'altar major de la basílica, obra de Damià Forment, qui també va realitzar l'altar major de l'església del monestir de Poblet.
- També són edificis d'anomenada importància:
  - La Llotja ("Lonja");
  - La Catedral de Sant Salvador ("La Seo"), començada a edificar a partir de la conquesta cristiana per Alfons I el Bataller el 1119 sobre el que abans fou la mesquita de la ciutat àrab (restes romàniques visibles des del carrer a l'absis);
  - Les esglésies de Sant Pau i de Santiago;
  - El palau renaixentista dels Lluna (avui seu del Tribunal Superior de Justícia d'Aragó);
  - El Palau de l'Aljaferia (seu actual de les Corts d'Aragó), on a la torre del Trobador, i segons diu la tradició, Verdi va situar la seva obra operística, Il Trovatore.

## Saragossans il·lustres
- Joaquin Martínez de la Roca (1676-1756) compositor i Organista.
- Mariano Rodríguez de Ledesma (1779-1847) compositor i professor de música
- Eduardo Viscasillas Blanque (1848-1935), compositor i diplomàtic.
- Eduardo García Berges (1852-1923), tenor.
- Almerinda Soler di Franco (1857-1930), cantant de sarsuela.
- Teodoro Ballo Tena (1866-1962), violinista, director d'orquestra i compositor.
- Pilar Bayona López de Ansó (1899-1979), pianista.
- Alfonso Sorrosal de Villalonga (1900-1946), concertista de guitarra.
- José Antonio Labordeta (1935-2010), escriptor, polític i professor.
- Carlos Chausson (1954), baríton.
- Jaime Lacadena e Higuera (1957), IV marquès de La Cadena, ambaixador i polític.
- Luis Araque Sancho (1914-1971) compositor i director d'orquestra.